# Lista de vencedores do Prêmio S@mba-Net
A Lista de vencedores do Prêmio S@mba-Net reúne as escolas de samba, as personalidades e os profissionais premiados(as) em cada edição do S@mba-Net.
O S@mba-Net é uma premiação extra-oficial do carnaval do Rio de Janeiro, concedida anualmente, no período de carnaval, em diversas categorias, aos profissionais que se destacaram nos desfiles das escolas de samba do Rio de Janeiro. O prêmio foi idealizado pelo carnavalesco Luiz Fernando Reis, e criado em 1999, ano de sua primeira edição. Além de Luiz, participaram da criação do S@mba-Net, Felipe Ferreira, Paulo Renato Vaz, Jorge Mendes Carneiro, Vitor Augusto Monteiro, Alexandre Omi, Fernanda Ferrão, Ricardo Lourenço, Marcelo O'Reilly, Marcos Paulo, Alexandre Medeiros, Fred Soares, Flávia Cirino, Rachel Valença e Walter Honorato. O nome 'S@mba-Net' faz referência à origem da premiação, criada por participantes da lista Rio-carnaval, um fórum de discussão online.
A premiação foi criada com a finalidade de valorizar as escolas de samba dos grupos de acesso. Em suas primeiras edições, contemplou os grupos A e B, a segunda e a terceira divisão do carnaval carioca. A partir da sexta edição, realizada no ano de 2004, passou a premiar também o Grupo Especial, a primeira divisão do carnaval do Rio. Durante algumas edições, premiou também o Grupo C, a quarta divisão da folia. Desde 2018, são entregues onze prêmios ao Grupo Especial, quatorze prêmios à Série A, e dois prêmios à Série B; além de prêmios especiais à personalidades e organizações que desempenham ações em prol do carnaval carioca.
A escolha dos premiados é dividida em duas partes. Na primeira etapa, um grupo de espectadores dos desfiles (jornalistas, estudiosos de carnaval, imprensa, etc.) escolhem três destaques em cada categoria. Na segunda etapa, os jurados, que também são coordenadores do prêmio, escolhem o vencedor de cada categoria, dentre os três apontados pelo primeiro júri. O resultado é divulgado entre a sexta-feira seguinte aos desfiles e o "sábado das campeãs".

## Edições
Abaixo, os vencedores do S@mba-Net em cada edição da premiação.

### 1999
A 1.ª edição do Prêmio S@mba-Net foi realizada no carnaval do ano de 1999. Contemplou as escolas de samba dos grupos de acesso A e B, sendo dezoito categorias destinadas ao Grupo A e cinco ao Grupo B. Também foram distribuídos prêmios especiais. A cerimônia de premiação foi realizada na quadra da escola de samba Paraíso do Tuiuti. 
O júri da primeira edição foi formado pelos criadores do prêmio: Luiz Fernando Reis, Felipe Ferreira, Paulo Renato Vaz, Jorge Mendes Carneiro, Vitor Augusto Monteiro, Alexandre Omi, Fernanda Ferrão, Ricardo Lourenço, Marcelo O'Reilly, Marcos Paulo, Alexandre Medeiros, Fred Soares, Flávia Cirino, Rachel Valença e Walter Honorato.
| Prêmio S@mba-Net 1999 | Prêmio S@mba-Net 1999 |
| --- | --- |
| Grupo A | |
| Categoria | Vencedor(es) |
| Melhor Desfile | Unidos da Tijuca |
| Melhor Comunicação com o Público                                                                                            | Império da Tijuca |
| Melhor Samba-enredo | Unidos da Tijuca (“O Dono da Terra”, de Vicente das Neves, Haroldo Pereira, Rono Maia, Carlinhos Melodia e Alexandre Alegria) |
| Melhor Enredo | Unidos do Cabuçu (“O Meu Cabelo Não Nega”, de Jorge Cunha e Paulo Trabachini)                                                 |
| Melhor Bateria | Unidos da Ponte (Mestre Renato)                                                                                               |
| Melhor Comissão de Frente                                                                                                   | Unidos da Tijuca (Coreógrafo Marcelo Misailidis)                                                                              |
| Melhor Puxador / Intérprete                                                                                                 | David do Pandeiro (Unidos da Tijuca)                                                                                          |
| Melhor Casal de Mestre-sala e Porta-bandeira                                                                                | Murilo e Poly (Império da Tijuca)                                                                                             |
| Melhor Passista Feminino | Flávia Cirino (Império da Tijuca)                                                                                             |
| Melhor Passista Masculino                                                                                                   | Julio Garibaldi (Unidos da Ponte)                                                                                             |
| Melhor Destaque de Luxo | "Borboleta Roxa" (Unidos da Tijuca)                                                                                           |
| Melhor Alegoria | Unidos da Tijuca (Alegoria do Tatu)                                                                                           |
| Melhor Conjunto Alegórico                                                                                                   | Unidos Porto da Pedra (Carnavalesco Gilberto Muniz)                                                                           |
| Melhor Conjunto de Fantasias                                                                                                | Unidos da Tijuca (Carnavalesco Oswaldo Jardim)                                                                                |
| Melhor Ala | Unidos Porto da Pedra ("Bloco de sujo")                                                                                       |
| Melhor Ala de Baianas | Acadêmicos de Santa Cruz |
| Melhor Ala de Crianças | Unidos do Jacarezinho |
| Mais Elegante Galeria de Velha-guarda                                                                                       | Unidos do Jacarezinho |
| Grupo B | |
| Categoria | Vencedor(es) |
| Melhor Desfile | Paraíso do Tuiuti |
| Melhor Samba-enredo | Paraíso do Tuiuti (“Uma Delícia Glacial no País do Carnaval”, de Rafael, Humberto e Shaba do Pandeiro)                        |
| Melhor Enredo | Paraíso do Tuiuti (“Uma Delícia Glacial no País do Carnaval”, de Paulo Menezes)                                               |
| Melhor Bateria | Vizinha Faladeira (Mestre Jorge Luiz "Rey")                                                                                   |
| Melhor Casal de Mestre-sala e Porta-bandeira                                                                                | Bagdá e Janaína (Canários das Laranjeiras)                                                                                    |
| Prêmios Especiais | |
| Rita Freitas - Pela sua atitude no incidente com a Unidos da Villa Rica                                                     | |
| Dona Mariquinha - Baiana mais velha da Acadêmicos de Santa Cruz                                                             | |
| Manoel Dionísio - Pela preservação da cultura carnavalesca no Projeto Escola Mestre-sala, Porta-bandeira e Porta-estandarte | |
| Jornal Extra - Pela ampla cobertura do carnaval carioca durante todo o ano                                                  | |

### 2000
A 2.ª edição do Prêmio S@mba-Net foi realizada no carnaval do ano de 2000. Contemplou as escolas de samba dos grupos de acesso A e B. O número de categorias destinadas ao Grupo B aumentou de cinco para doze. Foram mantidas as dezoito categorias destinadas ao Grupo A e os prêmios especiais. A cerimônia de premiação foi realizada na quadra da Paraíso do Tuiuti.
O júri da edição foi formado por Luiz Fernando Reis, Felipe Ferreira, Paulo Renato Vaz, Jorge Mendes Carneiro, Vitor Augusto Monteiro, Alexandre Omi, Fernanda Ferrão, Ricardo Lourenço, Marcelo O'Reilly, Marcos Paulo, Alexandre Medeiros, Fred Soares e Alfredo Oliveira (Freddo).
| Prêmio S@mba-Net 2000 | Prêmio S@mba-Net 2000 |
| --- | --- |
| Grupo A | |
| Categoria | Vencedor(es) |
| Melhor Desfile | Império Serrano |
| Melhor Comunicação com o Público | Império Serrano |
| Melhor Samba-enredo | Império Serrano ("Os Canhões de Guararapes", de Paulinho Manahú, Marco Cabeça Branca e Zé Ferreira)                                                                                   |
| Melhor Enredo | Estácio de Sá (“Envergo Mas Não Quebro”, de Jorge Cunha e Paulo Trabachinni) e Em Cima da Hora (“Oswaldo Cruz, a saga de um herói brasileiro", de Alex de Souza e Ernesto Nascimento) |
| Melhor Bateria | Estácio de Sá (Mestre Marquinhos) |
| Melhor Comissão de Frente | Paraíso do Tuiuti (Coreógrafa Angela Salles) |
| Melhor Puxador / Intérprete | Ciganerey (Paraíso do Tuiuti) |
| Melhor Casal de Mestre-sala e Porta-bandeira | Acadêmicos de Santa Cruz (Eduardo Bello e Gláucia) |
| Melhor Passista Feminino | Joyce (Império da Tijuca) |
| Melhor Passista Masculino | Leandro (Paraíso do Tuiuti) |
| Melhor Destaque de Luxo | Dulce Macaé (Em Cima da Hora) |
| Melhor Alegoria | Império Serrano (Caravela feita de garrafas de plástico) |
| Melhor Conjunto Alegórico | São Clemente (Carnavalescos: João Luiz de Moura e Sônia Regina) |
| Melhor Conjunto de Fantasias | Em Cima da Hora (Carnavalescos: Alex de Souza e Ernesto Nascimento) |
| Melhor Ala | São Clemente ("Cangaceiros") |
| Melhor Ala de Baianas | Unidos do Jacarezinho |
| Melhor Ala de Crianças | Em Cima da Hora |
| Mais Elegante Galeria de Velha-guarda | Império Serrano |
| Grupo B | |
| Categoria | Vencedor(es) |
| Melhor Desfile | Boi da Ilha do Governador |
| Melhor Samba-enredo | Unidos de Villa Rica ("Coração das Três Raças", de Carlinhos Melodia, Antonio da Conceição, Marciano e Sérgio Raiz)                                                                   |
| Melhor Enredo | União de Jacarepaguá (“O Vento que Venta Lá, Venta Cá", de Jorge Mendes) |
| Melhor Bateria | Arrastão de Cascadura (Mestre Buzunga) |
| Melhor Comissão de Frente | Arranco |
| Melhor Puxador / Intérprete | Edmilson Villas (Unidos de Villa Rica) e Anderson Paz (Lins Imperial) |
| Melhor Casal de Mestre-sala e Porta-bandeira | Bagdá e Naninha (Unidos da Ponte) |
| Melhor Conjunto de Fantasias | União de Jacarepaguá (Carnavalesco Jorge Mendes) |
| Melhor Ala de Baianas | Arranco |
| Melhor Ala de Crianças | União de Jacarepaguá |
| Melhor Conjunto de Passistas | Foliões de Botafogo |
| Mais Elegante Galeria de Velha-guarda | Unidos de Lucas |
| Prêmios Especiais | |
| Fernando Horta - Pelo apoio ao Prêmio S@mba-Net | |
| Tárcio Santos do Programa Ensaio Geral - Pelo sucesso do programa e pela divulgação do mundo do samba promovendo uma grande confraternização de todos os sambistas durante o período pré-carnavalesco nas manhãs de sábado | |
| Renato Sorriso - Pela alegria, simpatia e o samba no pé demonstrados durante os desfiles dos grupos de acesso expressando a descontração peculiar do sambista carioca                                                      | |
| Jornal Extra - Pela ampla cobertura do carnaval carioca durante todo o ano | |

### 2001
A 3.ª edição do Prêmio S@mba-Net foi realizada no carnaval do ano de 2001. Contemplou as escolas de samba dos grupos de acesso A e B. Os prêmios para Melhor Passista Feminino e Masculino foram substituídos pelo prêmio de Melhor Conjunto de Passistas. Com isso, o número de categorias destinadas ao Grupo A diminuiu para dezessete. Foram mantidas as doze categorias destinadas ao Grupo B, e os prêmios especiais. A festa de premiação foi realizada na quadra da escola de samba Unidos da Tijuca. A cerimônia foi apresentada pelo radialista Eugênio Leal.
O júri da edição foi formado por Luiz Fernando Reis, Paulo Renato Vaz, Jorge Mendes Carneiro, Vitor Augusto Monteiro, Marcelo O'Reilly, Alexandre Omi, Fernanda Ferrão, Ricardo Lourenço, Marcos Paulo, Alexandre Medeiros, Alfredo Oliveira (Freddo), Fábio Pavão e Mauro Samagaio.
| Prêmio S@mba-Net 2001 | Prêmio S@mba-Net 2001 |
| --- | --- |
| Grupo A | |
| Categoria | Vencedor(es) |
| Melhor Desfile | São Clemente |
| Melhor Comunicação com o Público | São Clemente |
| Melhor Samba-enredo | São Clemente (“A São Clemente Mostrou e Nada Mudou Neste Brasil Gigante”, de Rodrigo Índio, Eugênio Leal, Paulo Renato e Fabinho Tamborim)           |
| Melhor Enredo | Acadêmicos de Santa Cruz (“Mário Lago – na Rolança do Tempo, Uma Vida de Histórias”, de Fernando Alvarez)                                            |
| Melhor Bateria | Unidos da Ponte (Mestre Flávio) |
| Melhor Comissão de Frente | Império da Tijuca (Coreógrafo Déo) |
| Melhor Puxador / Intérprete | Pixulé (Leão de Nova Iguaçu) |
| Melhor Casal de Mestre-sala e Porta-bandeira                                                                                         | Carlos Leonardo e Carla Cristina (Unidos de Vila Isabel)                                                                                             |
| Melhor Destaque de Luxo | Marcelo de Almeida (Unidos do Porto da Pedra) |
| Melhor Alegoria | Unidos do Porto da Pedra ("Hoje Tem Marmelada? Tem Sim Senhor" - Carnavalesco Cahê Rodrigues)                                                        |
| Melhor Conjunto Alegórico | Unidos do Porto da Pedra (Carnavalesco Cahê Rodrigues)                                                                                               |
| Melhor Conjunto de Fantasias | Unidos do Porto da Pedra (Carnavalesco Cahê Rodrigues)                                                                                               |
| Melhor Ala | São Clemente ("Bebês Abandonados no Lixo") |
| Melhor Ala de Baianas | Unidos do Porto da Pedra |
| Melhor Ala de Crianças | Acadêmicos de Santa Cruz |
| Melhor Conjunto de Passistas | Império da Tijuca |
| Mais Elegante Galeria de Velha-guarda                                                                                                | Acadêmicos de Santa Cruz |
| Grupo B | |
| Categoria | Vencedor(es) |
| Melhor Desfile | Acadêmicos da Rocinha |
| Melhor Samba-enredo | Unidos do Cabuçu (“Cabuçu Canta e Encanta com o Canto das Sereias”, de Carlinhos Melodia, Wanderlei Araújo, Chiquinho da Passarela e Valdir da Mina) |
| Melhor Enredo | Acadêmicos da Rocinha (“E Deus Criou a Mulher...”, de Luciano Costa)                                                                                 |
| Melhor Bateria | Unidos da Vila Kennedy (Mestre Jonas) |
| Melhor Comissão de Frente | Arranco |
| Melhor Puxador / Intérprete | Sereno (Unidos do Cabuçu) |
| Melhor Casal de Mestre-sala e Porta-bandeira                                                                                         | Rafael e Vanessa (Difícil é o Nome) e Igor Leal e Bárbara (Lins Imperial)                                                                            |
| Melhor Conjunto de Fantasias | Arranco (Carnavalesco Paulo Barros) |
| Melhor Ala de Baianas | Lins Imperial |
| Melhor Ala de Crianças | União de Jacarepaguá |
| Melhor Conjunto de Passistas | Acadêmicos do Cubango |
| Mais Elegante Galeria de Velha-guarda                                                                                                | Unidos do Jacarezinho |
| Prêmios Especiais | |
| Revelação: Júnior - Mestre-sala mirim do Foliões de Botafogo                                                                         | |
| Leonardo Ferreira do site “O Dia na Folia” - Pela cobertura dada aos grupos de acesso na internet                                    | |
| Palhaço Carequinha (George Savalla Gomes) - Pela alegria, simpatia e a participação no desfile da Unidos do Porto da Pedra           | |
| Rádio Carioca - Pela cobertura dos desfiles dos grupos de acesso                                                                     | |
| Rádio Gaúcha - Pela ampla cobertura durante todo o ano do carnaval carioca e a transmissão de todos os desfiles dos grupos de acesso | |

### 2002
A 4.ª edição do Prêmio S@mba-Net foi realizada no carnaval do ano de 2002. Contemplou as escolas dos grupos de acesso A e B. Foram mantidas as dezessete categorias destinadas ao Grupo A, e os prêmios especiais. O Grupo B ganhou uma nova categoria, de Melhor Conjunto Alegórico, totalizando treze. A festa de premiação foi realizada na quadra da escola de samba Unidos da Tijuca. A cerimônia foi apresentada pelo radialista Eugênio Leal.
O júri da edição foi formado por Luiz Fernando Reis, Paulo Renato Vaz, Jorge Mendes Carneiro, Vitor Augusto Monteiro, Marcelo O'Reilly, Alfredo Oliveira (Freddo), Fábio Pavão, Mauro Samagaio, Tatiana Ribeiro, Marcos Capeluppi, Thiago Lacerda e Rafael Marçal.

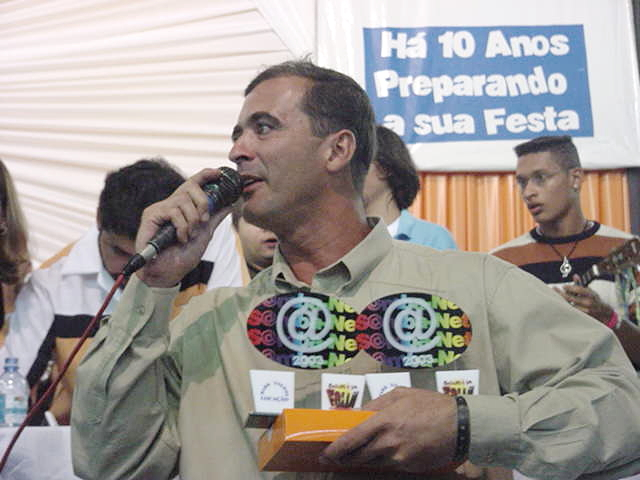
Paulo Barros no S@mba-Net 2003.

| Prêmio S@mba-Net 2002                                                                       | Prêmio S@mba-Net 2002 |
| ------------------------------------------------------------------------------------------- | --- |
| Grupo A                                                                                     | |
| Categoria                                                                                   | Vencedor(es) |
| Melhor Desfile                                                                              | Acadêmicos de Santa Cruz |
| Melhor Comunicação com o Público                                                            | União da Ilha do Governador |
| Melhor Samba-enredo                                                                         | União de Jacarepaguá ("Asas, Sonho de Muitos, Privilégio de Poucos, Tecnologia de Todos", de Luizinho Oliveira, Alexandre Valle, Ulisses, Henrique Guerra e Ekio Sabino) |
| Melhor Enredo                                                                               | Acadêmicos de Santa Cruz ("Papel - Das Origens à Folia - História, Arte e Magia", de Fernando Alvarez, Rosele Nicolau e Jorge Coutinho)                                  |
| Melhor Bateria                                                                              | Boi da Ilha do Governador (Mestre Jonas) |
| Melhor Comissão de Frente                                                                   | Estácio de Sá (Coreógrafa Renata Monnier) |
| Melhor Puxador / Intérprete                                                                 | Rixxah e Nego Martins (Unidos da Ponte e Unidos da Villa Rica, respectivamente)                                                                                          |
| Melhor Casal de Mestre-sala e Porta-bandeira                                                | Jorginho e Irinéia (União da Ilha do Governador) |
| Melhor Destaque de Luxo                                                                     | João Batista (Acadêmicos de Santa Cruz) |
| Melhor Alegoria                                                                             | Acadêmicos de Santa Cruz (Carro abre-alas - Carnavalesco Fernando Alvarez)                                                                                               |
| Melhor Conjunto Alegórico                                                                   | Unidos de Vila Isabel (Carnavalesco João Luís de Moura) |
| Melhor Conjunto de Fantasias                                                                | Paraíso do Tuiuti (Carnavalesco Paulo Menezes) |
| Melhor Ala                                                                                  | Paraíso do Tuiuti (Ala da Lavagem do Bonfim) |
| Melhor Ala de Baianas                                                                       | Boi da Ilha do Governador |
| Melhor Ala de Crianças                                                                      | União de Jacarepaguá |
| Melhor Conjunto de Passistas                                                                | Império da Tijuca |
| Mais Elegante Galeria de Velha-guarda                                                       | Unidos da Villa Rica |
| Grupo B                                                                                     | |
| Categoria                                                                                   | Vencedor(es) |
| Melhor Desfile                                                                              | Unidos do Jacarezinho |
| Melhor Samba-enredo                                                                         | Acadêmicos do Cubango ("África, o Exuberante Paraíso Negro", de Jacy Inspiração, Celso Tropical, Rogerão e Gilberth Castro)                                              |
| Melhor Enredo                                                                               | Unidos do Jacarezinho ("Jacarezinho Brincando com Daniel Azulay, nos 25 Anos da Turma do Lambe-Lambe", de Eduardo Gonçalves e Wanyr Júnior)                              |
| Melhor Bateria                                                                              | Lins Imperial (Mestre Luciano) |
| Melhor Comissão de Frente                                                                   | Renascer de Jacarepaguá |
| Melhor Puxador / Intérprete                                                                 | Carlinhos de Pilares (Lins Imperial) |
| Melhor Casal de Mestre-sala e Porta-bandeira                                                | Rogério e Aline (Acadêmicos do Cubango) |
| Melhor Conjunto Alegórico                                                                   | Unidos do Jacarezinho (Carnavalescos: Eduardo Gonçalves e Wanyr Júnior)                                                                                                  |
| Melhor Conjunto de Fantasias                                                                | Vizinha Faladeira (Carnavalesco Paulo Barros) |
| Melhor Ala de Baianas                                                                       | Acadêmicos do Sossego |
| Melhor Ala de Crianças                                                                      | Unidos do Jacarezinho |
| Melhor Conjunto de Passistas                                                                | Acadêmicos do Cubango |
| Mais Elegante Galeria de Velha-guarda                                                       | Em Cima da Hora |
| Prêmios Especiais                                                                           | |
| Personalidade Feminina: Pildes Pereira da Unidos de Vila Isabel                             | |
| Personalidade Masculina: Aroldo Melodia da União da Ilha do Governador                      | |
| Revelação: Tulane - Princesa mirim da Vizinha Faladeira                                     | |
| Jorge Perlingeiro Produções - Pelo retorno ao televisionamento do Grupo de Acesso A         | |
| Daniel Azulay - Pela alegria, simpatia e a participação no desfile da Unidos do Jacarezinho | |

### 2003
A 5.ª edição do Prêmio S@mba-Net foi realizada no carnaval do ano de 2003. Contemplou as escolas dos grupos de acesso A e B. Foram mantidas as dezessete categorias destinadas ao Grupo A; as treze categorias destinadas ao Grupo B; e os prêmios especiais. A festa de premiação foi realizada na quadra da escola de samba Unidos da Tijuca. A cerimônia foi apresentada pelo radialista Eugênio Leal.
O júri da edição foi formado por Luiz Fernando Reis, Paulo Renato Vaz, Jorge Mendes Carneiro, Vitor Augusto Monteiro, Marcelo O'Reilly, Alfredo Oliveira (Freddo), Fábio Pavão, Mauro Samagaio, Tatiana Ribeiro, Marcos Capeluppi, Thiago Lacerda e Rafael Marçal e André Bonatte.
| Prêmio S@mba-Net 2003                                                                       | Prêmio S@mba-Net 2003 |
| ------------------------------------------------------------------------------------------- | --- |
| Grupo A                                                                                     | |
| Categoria                                                                                   | Vencedor(es) |
| Melhor Desfile                                                                              | União da Ilha do Governador |
| Melhor Comunicação com o Público                                                            | Estácio de Sá |
| Melhor Samba-enredo                                                                         | Unidos de Vila Isabel ("Oscar Niemeyer, o Arquiteto no Recanto da Princesa", de Jorge Tropical)                                                                         |
| Melhor Enredo                                                                               | Paraíso do Tuiuti ("Tuiuti Desfila o Brasil em Telas de Portinari", de Paulo Barros)                                                                                    |
| Melhor Bateria                                                                              | União de Jacarepaguá (Mestres Hugo e Ivo) |
| Melhor Comissão de Frente                                                                   | Paraíso do Tuiuti (Coreógrafo Alexandre Alves) |
| Melhor Puxador / Intérprete                                                                 | Serginho do Porto (Estácio de Sá) |
| Melhor Casal de Mestre-sala e Porta-bandeira                                                | Wanderli e Taninha (Leão de Nova Iguaçu) |
| Melhor Destaque de Luxo                                                                     | Joubert (Estácio de Sá) |
| Melhor Alegoria                                                                             | Paraíso do Tuiuti (Carro dos Espantalhos - Carnavalesco Paulo Barros)                                                                                                   |
| Melhor Conjunto Alegórico                                                                   | União da Ilha do Governador (Carnavalesco Paulo Menezes) |
| Melhor Conjunto de Fantasias                                                                | União da Ilha do Governador (Carnavalesco Paulo Menezes) |
| Melhor Ala                                                                                  | Leão de Nova Iguaçu (Ala da Inquisição) |
| Melhor Ala de Baianas                                                                       | Leão de Nova Iguaçu |
| Melhor Ala de Crianças                                                                      | União da Ilha do Governador |
| Melhor Conjunto de Passistas                                                                | Unidos de Vila Isabel |
| Mais Elegante Galeria de Velha-guarda                                                       | Acadêmicos da Rocinha |
| Grupo B                                                                                     | |
| Categoria                                                                                   | Vencedor(es) |
| Melhor Desfile                                                                              | Lins Imperial |
| Melhor Samba-enredo                                                                         | Acadêmicos da Barra da Tijuca ("É Arte, É Carnaval. A Barra da Tijuca Apresenta o Teatro do Oprimido na Vida Real!", de Ciraninho, Felipe, Leandro Fregonesi e Rafinha) |
| Melhor Enredo                                                                               | Renascer de Jacarepaguá ("Arre Égua! Hoje Nós Vamos pras Comédias!", de Ricardo Costa e Wagner Gonçalves)                                                               |
| Melhor Bateria                                                                              | Lins Imperial (Mestre Luciano) |
| Melhor Comissão de Frente                                                                   | Renascer de Jacarepaguá (Coreógrafa Alice Arja) |
| Melhor Puxador / Intérprete                                                                 | Sereno (Acadêmicos da Barra da Tijuca) |
| Melhor Casal de Mestre-sala e Porta-bandeira                                                | Mosquito e Jaçanã (Alegria da Zona Sul) |
| Melhor Conjunto Alegórico                                                                   | Lins Imperial (Carnavalesco Jorge Caribé) |
| Melhor Conjunto de Fantasias                                                                | Renascer de Jacarepaguá (Carnavalescos: Ricardo Costa e Wagner Gonçalves)                                                                                               |
| Melhor Ala de Baianas                                                                       | Arranco |
| Melhor Ala de Crianças                                                                      | Alegria da Zona Sul |
| Melhor Conjunto de Passistas                                                                | Renascer de Jacarepaguá |
| Mais Elegante Galeria de Velha-guarda                                                       | Unidos do Jacarezinho |
| Prêmios Especiais                                                                           | |
| Personalidade Feminina: Carnavalesca Maria Augusta                                          | |
| Personalidade Masculina: Peninha - Mestre-sala da Estácio de Sá                             | |
| Revelação: Casal de Mestre-sala e Porta-bandeira mirim da Unidos do Jacarezinho             | |
| Radio 94 FM - Pela cobertura do carnaval 2003 e cobertura dos desfiles dos Grupos de Acesso | |
| Alex de Oliveira (Rei Momo 2003) - Pela alegria, simpatia e a participação nos desfiles     | |

### 2004
A 6.ª edição do Prêmio S@mba-Net foi realizada no carnaval do ano de 2004. A partir desta edição, o Grupo Especial passou a ser contemplado em três categorias, com o propósito de preservar segmentos que, segundo os coordenadores do S@mba-Net, estavam sendo esquecidos pelas escolas (Passistas, Velha Guarda e Destaque de Luxo). O Grupo B ganhou mais uma categoria, para premiar a Melhor Alegoria, totalizando quatorze. Foram mantidas as dezessete categorias destinadas ao Grupo A, e os prêmios especiais. A festa de premiação foi realizada na quadra da escola de samba Unidos da Tijuca. A cerimônia foi apresentada pelo radialista Eugênio Leal.
O júri da edição foi formado por Luiz Fernando Reis, Paulo Renato Vaz, Jorge Mendes Carneiro, Vitor Augusto Monteiro, Marcelo O'Reilly, Alfredo Oliveira (Freddo), Fábio Pavão, Mauro Samagaio, Tatiana Ribeiro, Marco Capeluppi, Thiago Lacerda, Rafael Marçal, André Bonatte e Chico Frota.

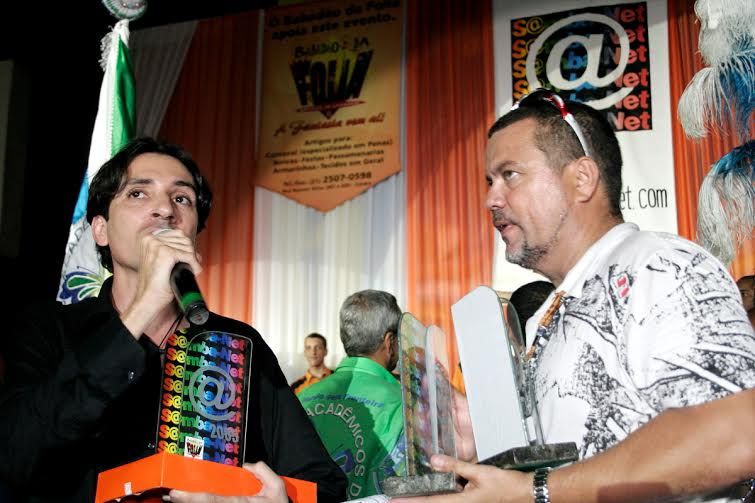
Alex de Souza e Milton Cunha no S@mba-Net 2005.

| Prêmio S@mba-Net 2004                                       | Prêmio S@mba-Net 2004 |
| ----------------------------------------------------------- | --- |
| Grupo Especial                                              | |
| Categoria                                                   | Vencedor(es) |
| Mais Elegante Galeria de Velha-guarda                       | Acadêmicos do Grande Rio |
| Melhor Conjunto de Passistas                                | Império Serrano |
| Melhor Destaque de Luxo                                     | Nelcimar Pires (Portela) |
| Grupo A                                                     | |
| Categoria                                                   | Vencedor(es) |
| Melhor Desfile                                              | Unidos de Vila Isabel |
| Melhor Comunicação com o Público                            | Acadêmicos do Cubango |
| Melhor Samba-enredo                                         | União de Jacarepaguá ("Rio de Janeiro - O Rio que o Mundo Inteiro Ama", de Luisinho Oliveira, Alexandre Valle, Serginho Mato Alto, Elio Sabino e Henrique Guerra)                |
| Melhor Enredo                                               | União da Ilha do Governador ("Com Pandeiro ou Sem Pandeiro... Eu Brinco. Com Dinheiro ou Sem Dinheiro... Eu Também Brinco!", de Paulo Menezes)                                   |
| Melhor Bateria                                              | Acadêmicos do Cubango (Mestre Jorjão) |
| Melhor Comissão de Frente                                   | Alegria da Zona Sul (Coreógrafos Iridio Mendes e Geny Dias) |
| Melhor Puxador / Intérprete                                 | Bruno Ribas (Inocentes de Belford Roxo) |
| Melhor Casal de Mestre-sala e Porta-bandeira                | Eduardo Bello e Cíntia (Acadêmicos de Santa Cruz) |
| Melhor Destaque de Luxo                                     | Flávio Mello (Lins Imperial) |
| Melhor Alegoria                                             | Acadêmicos da Rocinha (Alegoria do Carrossel - Carnavalesco Luciano Costa) |
| Melhor Conjunto Alegórico                                   | Acadêmicos da Rocinha (Carnavalesco Luciano Costa) |
| Melhor Conjunto de Fantasias                                | União da Ilha do Governador (Carnavalesco Paulo Menezes) |
| Melhor Ala                                                  | União da Ilha do Governador (Ala do Elvis Presley) |
| Melhor Ala de Baianas                                       | Unidos de Vila Isabel |
| Melhor Ala de Crianças                                      | Leão de Nova Iguaçu |
| Melhor Conjunto de Passistas                                | Acadêmicos do Cubango |
| Mais Elegante Galeria de Velha-guarda                       | Unidos de Vila Isabel |
| Grupo B                                                     | |
| Categoria                                                   | Vencedor(es) |
| Melhor Desfile                                              | Vizinha Faladeira |
| Melhor Samba-enredo                                         | Unidos do Cabuçu ("Therezinha Monte, A Guerreira do Samba e Seus 20 Anos de Folia da Cabuçu", de Paulo Figueiredo, Dudu Mendes, Telmo Augusto, Paulinho da Área e Carlos Junior) |
| Melhor Enredo                                               | Renascer de Jacarepaguá ("A Riqueza da Criação em Cada Canto Deste Chão", de Sandro Gomes)                                                                                       |
| Melhor Bateria                                              | Vizinha Faladeira (Mestre Capoeira) |
| Melhor Comissão de Frente                                   | Vizinha Faladeira (Coreógrafo Alexandre Henrique) |
| Melhor Puxador / Intérprete                                 | Edmilton de Bem (Unidos de Lucas) |
| Melhor Casal de Mestre-sala e Porta-bandeira                | Hugo e Michelle (Unidos do Jacarezinho) |
| Melhor Alegoria                                             | Vizinha Faladeira (Carro do Dragão - Carnavalesco Flávio Policarpo) |
| Melhor Conjunto Alegórico                                   | Vizinha Faladeira (Carnavalesco Flávio Policarpo) |
| Melhor Conjunto de Fantasias                                | Renascer de Jacarepaguá (Carnavalesco Sandro Gomes) |
| Melhor Ala de Baianas                                       | Renascer de Jacarepaguá |
| Melhor Ala de Crianças                                      | União do Parque Curicica |
| Melhor Conjunto de Passistas                                | Boi da Ilha do Governador |
| Mais Elegante Galeria de Velha-guarda                       | Império da Tijuca |
| Prêmios Especiais                                           | |
| Paulo Barros (Carnavalesco)                                 | |
| Andrade Chefia (Divulgador)                                 | |
| Liga Independente das Escolas de Samba do Rio de Janeiro    | |
| Associação das Escolas de Samba da Cidade do Rio de Janeiro | |

### 2005
A 7.ª edição do Prêmio S@mba-Net foi realizada no carnaval do ano de 2005. Contemplou as escolas do Grupo Especial e dos grupos de acesso A e B. O Grupo B ganhou uma nova categoria, para premiar o Melhor Destaque de Luxo, totalizando quinze. Foram mantidas as três categorias destinadas ao Grupo Especial, as dezessete categorias destinadas ao Grupo A, e os prêmios especiais. A festa de premiação foi realizada na quadra da escola de samba Unidos da Tijuca. A cerimônia foi apresentada pelo radialista Eugênio Leal e pelo carnavalesco Milton Cunha.
O júri da edição foi formado por Luiz Fernando Reis, Paulo Renato Vaz, Jorge Mendes Carneiro, Vitor Augusto Monteiro, Alfredo Oliveira (Freddo), Fábio Pavão, Mauro Samagaio, Tatiana Ribeiro, Marco Capeluppi, Thiago Lacerda, Rafael Marçal, André Bonatte e Chico Frota.
| Prêmio S@mba-Net 2005                                               | Prêmio S@mba-Net 2005 |
| ------------------------------------------------------------------- | --- |
| Grupo Especial                                                      | |
| Categoria                                                           | Vencedor(es) |
| Mais Elegante Galeria de Velha-guarda                               | Portela |
| Melhor Conjunto de Passistas                                        | Unidos do Porto da Pedra |
| Melhor Destaque de Luxo                                             | Manoel Cruz (Imperatriz Leopoldinense) |
| Grupo A                                                             | |
| Categoria                                                           | Vencedor(es) |
| Melhor Desfile                                                      | Acadêmicos da Rocinha |
| Melhor Comunicação com o Público                                    | União da Ilha do Governador |
| Melhor Samba-enredo                                                 | Acadêmicos do Cubango ("O Fruto da África de Todos os Deuses no Brasil de Fé: Candomblé", de Flavinho Machado, Rogerão, Gilberth de Castro, Rubinho e Carlinho da Penha) |
| Melhor Enredo                                                       | Renascer de Jacarepaguá ("Espelho, Espelho Meu", de Lane Santana) |
| Melhor Bateria                                                      | São Clemente (Mestre Gilberto Almeida) |
| Melhor Comissão de Frente                                           | União da Ilha do Governador (Coreógrafo Rodrigo Marques) |
| Melhor Puxador / Intérprete                                         | Ciganerey (Paraíso do Tuiuti) |
| Melhor Casal de Mestre-sala e Porta-bandeira                        | Eduardo Bello e Cíntia (Acadêmicos de Santa Cruz) |
| Melhor Destaque de Luxo                                             | Edmilson (Acadêmicos do Cubango) |
| Melhor Alegoria                                                     | Acadêmicos da Rocinha ("Shangrilá" - Carnavalesco Alex de Souza) |
| Melhor Conjunto Alegórico                                           | Acadêmicos da Rocinha (Carnavalesco Alex de Souza) |
| Melhor Conjunto de Fantasias                                        | Acadêmicos da Rocinha (Carnavalesco Alex de Souza) |
| Melhor Ala                                                          | São Clemente (Ala "Dentadura") |
| Melhor Ala de Baianas                                               | Renascer de Jacarepaguá |
| Melhor Ala de Crianças                                              | União da Ilha do Governador |
| Melhor Conjunto de Passistas                                        | São Clemente |
| Mais Elegante Galeria de Velha-guarda                               | Acadêmicos do Cubango |
| Grupo B                                                             | |
| Categoria                                                           | Vencedor(es) |
| Melhor Desfile                                                      | Arranco |
| Melhor Samba-enredo                                                 | Unidos de Lucas ("O Mar Baiano em Noite de Gala", de Carlão Elegante, Pedro Paulo e Joãozinho)                                                                           |
| Melhor Enredo                                                       | Lins Imperial ("O Bêbado e o Equilibrista - O show tem que continuar...", de Eduardo Gonçalves)                                                                          |
| Melhor Bateria                                                      | Arranco (Mestres Capoeira e Pica-Pau) |
| Melhor Comissão de Frente                                           | Unidos da Ponte (Coreógrafo Handerson Big) |
| Melhor Puxador / Intérprete                                         | Eliezer Rodrigues (Unidos do Jacarezinho) |
| Melhor Casal de Mestre-sala e Porta-bandeira                        | Diego Falcão e Alessandra (Arranco) |
| Melhor Destaque de Luxo                                             | Lins Imperial (Flávio Mello - Fantasia "O Bêbado e a Equilibrista" - Carro Abre-alas)                                                                                    |
| Melhor Alegoria                                                     | Império da Tijuca (Carro abre-alas - Carnavalesco Sandro Gomes) |
| Melhor Conjunto Alegórico                                           | Império da Tijuca (Carnavalesco Sandro Gomes) |
| Melhor Conjunto de Fantasias                                        | Boi da Ilha do Governador (Carnavalesco Guilherme Alexandre) |
| Melhor Ala de Baianas                                               | Estácio de Sá |
| Melhor Ala de Crianças                                              | Estácio de Sá |
| Melhor Conjunto de Passistas                                        | Lins Imperial |
| Mais Elegante Galeria de Velha-guarda                               | Estácio de Sá |
| Prêmios Especiais                                                   | |
| Personalidade: Paulinha (Rainha de bateria da União de Jacarepaguá) | |
| Revelação: Daniel Silva (Intérprete da Acadêmicos de Santa Cruz)    | |
| Leonardo Bessa (Produtor musical)                                   | |
| Aloy Jupiara - Pela cobertura do carnaval de 2005 pelo Globo Online | |

### 2006
A 8.ª edição do Prêmio S@mba-Net foi realizada no carnaval do ano de 2006. A partir desta edição, a premiação passou a contemplar o Grupo C, a quarta divisão do carnaval carioca, com uma categoria, de Melhor Desfile. Foram mantidas as três categorias destinadas ao Grupo Especial; as dezessete categorias destinadas ao Grupo A; as quinze categorias destinadas ao Grupo B; além dos prêmios especiais. Também a partir desta edição, os sambas de enredo reeditados de carnavais anteriores foram excluídos do julgamento, permitindo-se a premiação apenas de sambas inéditos. A festa de premiação foi realizada na quadra da escola de samba Unidos da Tijuca. A cerimônia foi apresentada pelo radialista Eugênio Leal e pelo carnavalesco Milton Cunha.
O júri da edição foi formado por Luiz Fernando Reis, Paulo Renato Vaz, Jorge Mendes Carneiro, Vitor Augusto Monteiro, Alfredo Oliveira (Freddo), Fábio Pavão, Mauro Samagaio, Tatiana Ribeiro, Marco Capeluppi, Thiago Lacerda, Rafael Marçal, André Bonatte, Chico Frota e Renato Buarque.
| Prêmio S@mba-Net 2006                                                    | Prêmio S@mba-Net 2006 |
| ------------------------------------------------------------------------ | --- |
| Grupo Especial                                                           | |
| Categoria                                                                | Vencedor(es) |
| Mais Elegante Galeria de Velha-guarda                                    | Unidos de Vila Isabel |
| Melhor Conjunto de Passistas                                             | Caprichosos de Pilares |
| Melhor Destaque de Luxo                                                  | Danilo Gayer (Acadêmicos do Grande Rio) |
| Grupo A                                                                  | |
| Categoria                                                                | Vencedor(es) |
| Melhor Desfile                                                           | União da Ilha do Governador |
| Melhor Comunicação com o Público                                         | Estácio de Sá |
| Melhor Samba-enredo                                                      | Arranco ("Gueledés, o Retrato da Alma", de Sylvio Paulo, Espanhol, Fernando, Bola e Bira Só Pagode)                                                          |
| Melhor Enredo                                                            | Acadêmicos de Santa Cruz ("Liberdade, Igualdade e Fraternidade: Um Sonho Chamado França", de Rosele Nicolau, Munir Nicolau, André Marins e Fran Sérgio)      |
| Melhor Bateria                                                           | Vizinha Faladeira (Mestre Jorginho) |
| Melhor Comissão de Frente                                                | Acadêmicos de Santa Cruz (Coreógrafo Carlos Muvuca) |
| Melhor Puxador / Intérprete                                              | Leonardo Bessa (São Clemente) |
| Melhor Casal de Mestre-sala e Porta-bandeira                             | Fabrício Pires e Danielle Nascimento (Tradição) |
| Melhor Destaque de Luxo                                                  | Raí Menezes (São Clemente) |
| Melhor Alegoria                                                          | União da Ilha do Governador ("Fausto Barroco" - Carnavalesco Jack Vasconcelos)                                                                               |
| Melhor Conjunto Alegórico                                                | União da Ilha do Governador ("Fausto Barroco" - Carnavalesco Jack Vasconcelos)                                                                               |
| Melhor Conjunto de Fantasias                                             | União da Ilha do Governador ("Fausto Barroco" - Carnavalesco Jack Vasconcelos)                                                                               |
| Melhor Ala                                                               | Renascer de Jacarepaguá ("O Leão") |
| Melhor Ala de Baianas                                                    | São Clemente |
| Melhor Ala de Crianças                                                   | Estácio de Sá |
| Melhor Conjunto de Passistas                                             | Tradição |
| Mais Elegante Galeria de Velha-guarda                                    | Estácio de Sá |
| Grupo B                                                                  | |
| Categoria                                                                | Vencedor(es) |
| Melhor Desfile                                                           | Império da Tijuca |
| Melhor Samba-enredo                                                      | Independente da Praça da Bandeira ("O Sertão Vai Virar Mar, o Velho Chico Quem Vem Avisar", de Marcelinho, Alex, Lula, Alexandre, Jorge Macholão e Anacleto) |
| Melhor Enredo                                                            | Paraíso do Tuiuti ("O Imperador Morava Ali, do Outro Lado do Tuiuti", de Sandro Carvalho)                                                                    |
| Melhor Bateria                                                           | Paraíso do Tuiuti (Mestre Ricardinho) |
| Melhor Comissão de Frente                                                | Paraíso do Tuiuti (Coreógrafa Renata Monnier) |
| Melhor Puxador / Intérprete                                              | Edmilton de Bem (Unidos de Lucas) |
| Melhor Casal de Mestre-sala e Porta-bandeira                             | Peixinho e Rosilane (Inocentes de Belford Roxo) |
| Melhor Destaque de Luxo                                                  | Jurema Pereira (Lins Imperial) |
| Melhor Alegoria                                                          | Império da Tijuca ("Floresta da Tijuca" - Carnavalesco Sandro Gomes)                                                                                         |
| Melhor Conjunto Alegórico                                                | Império da Tijuca (Carnavalesco Sandro Gomes) |
| Melhor Conjunto de Fantasias                                             | Império da Tijuca (Carnavalesco Sandro Gomes) |
| Melhor Ala de Baianas                                                    | Difícil é o Nome |
| Melhor Ala de Crianças                                                   | Independente da Praça da Bandeira |
| Melhor Conjunto de Passistas                                             | Império da Tijuca |
| Mais Elegante Galeria de Velha-guarda                                    | Difícil é o Nome |
| Grupo C                                                                  | |
| Melhor Desfile                                                           | Unidos de Padre Miguel |
| Prêmios Especiais                                                        | |
| Personalidade: Alexandre Louzada - Carnavalesco da Unidos de Vila Isabel | |
| Arnaldo Duran (Rede Globo)                                               | |
| Denise Carla (Jornalista)                                                | |
| Robertinho do Rio (Rádio Bandeirantes AM)                                | |

### 2007
A 9.ª edição do Prêmio S@mba-Net foi realizada no carnaval do ano de 2007. Foram mantidas as três categorias destinadas ao Grupo Especial; as dezessete categorias destinadas ao Grupo A; as quinze categorias destinadas ao Grupo B; a categoria destinada ao Grupo C; além dos prêmios especiais. A festa de premiação foi realizada no dia 19 de maio de 2007, na quadra da escola de samba Unidos da Tijuca. A cerimônia foi apresentada pelo radialista Eugênio Leal e pelo carnavalesco Milton Cunha.
O júri da edição foi formado por Luiz Fernando Reis, Paulo Renato Vaz, Jorge Mendes Carneiro, Vitor Augusto Monteiro, Alfredo Oliveira (Freddo), Fábio Pavão, Mauro Samagaio, Tatiana Ribeiro, Marco Capeluppi, Thiago Lacerda, Rafael Marçal, André Bonatte, Chico Frota, Renato Buarque, e Márcio Zuma.
| Prêmio S@mba-Net 2007                               | Prêmio S@mba-Net 2007 |
| --------------------------------------------------- | --- |
| Grupo Especial                                      | |
| Categoria                                           | Vencedor(es) |
| Mais Elegante Galeria de Velha-guarda               | Acadêmicos do Salgueiro |
| Melhor Conjunto de Passistas                        | Beija-Flor |
| Melhor Destaque de Luxo                             | Eduardo Leal (Estação Primeira de Mangueira) |
| Grupo A                                             | |
| Categoria                                           | Vencedor(es) |
| Melhor Desfile                                      | Império da Tijuca |
| Melhor Comunicação com o Público                    | União da Ilha do Governador |
| Melhor Samba-enredo                                 | Acadêmicos do Cubango ("De Fio a Fio na real, pa-ra-lá, pa-ra-alí - Paracambi", de Júnior Duarte, Arthur Bernardes, Sardinha, Carlinhos da Penha e Edson Carvalho)                                                                    |
| Melhor Enredo                                       | Império da Tijuca ("O Intrépido Santo Guerreiro, a Vida e a Morte, do Homem que Virou Santo e se Espalhou pelo Mundo Inteiro, São Jorge", de Sandro Gomes)                                                                            |
| Melhor Bateria                                      | Arranco (Mestre Ricardinho) |
| Melhor Comissão de Frente                           | Renascer de Jacarepaguá (Coreógrafa Alice Arja) |
| Melhor Puxador / Intérprete                         | Tiãozinho Cruz (Acadêmicos do Cubango) |
| Melhor Casal de Mestre-sala e Porta-bandeira        | Fabrício Pires e Danielle Nascimento (Tradição) |
| Melhor Destaque de Luxo                             | Raí Menezes (São Clemente) |
| Melhor Alegoria                                     | Acadêmicos da Rocinha ("Dalai Lama" - Carnavalesco Mauro Quintaes) |
| Melhor Conjunto Alegórico                           | Acadêmicos da Rocinha (Carnavalesco Mauro Quintaes) |
| Melhor Conjunto de Fantasias                        | Acadêmicos da Rocinha (Carnavalesco Mauro Quintaes) |
| Melhor Ala                                          | Império da Tijuca ("Jorges do Meu Brasil") |
| Melhor Ala de Baianas                               | União da Ilha do Governador |
| Melhor Ala de Crianças                              | Renascer de Jacarepaguá |
| Melhor Conjunto de Passistas                        | Acadêmicos de Santa Cruz |
| Mais Elegante Galeria de Velha-guarda               | Caprichosos de Pilares |
| Grupo B                                             | |
| Categoria                                           | Vencedor(es) |
| Melhor Desfile                                      | Inocentes de Belford Roxo |
| Melhor Samba-enredo                                 | Independente da Praça da Bandeira ("Ecoa Um Grito de Liberdade nos Quilombos da Baixada", de Marcos Machado, China do Vale, Gilson Novaes, JB, Toinzinho, Chiquinho do Bar, Joãozinho do Vilar, Renê Siqueira, Everton Já É e Samuka) |
| Melhor Enredo                                       | Lins Imperial ("Chico Mendes, o Arauto da Natureza", de Ricardo Ferrador, Paulo Costa, Solange Almeida e Eduardo Gonçalves) |
| Melhor Bateria                                      | Vizinha Faladeira (Mestre Lolo) |
| Melhor Comissão de Frente                           | Lins Imperial (Coreógrafa Renata Monnier) |
| Melhor Puxador / Intérprete                         | Rixxah (União de Jacarepaguá) |
| Melhor Casal de Mestre-sala e Porta-bandeira        | Wanderson e Jacqueline Gomes (Lins Imperial) |
| Melhor Destaque de Luxo                             | Ricardo Ferrador (Lins Imperial) |
| Melhor Alegoria                                     | Inocentes de Belford Roxo ("Dêem Asas ao Brasil" - Carnavalesco Wagner Gonçalves) |
| Melhor Conjunto Alegórico                           | Inocentes de Belford Roxo (Carnavalesco Wagner Gonçalves) |
| Melhor Conjunto de Fantasias                        | Inocentes de Belford Roxo (Carnavalesco Wagner Gonçalves) |
| Melhor Ala de Baianas                               | Independente da Praça da Bandeira |
| Melhor Ala de Crianças                              | Paraíso do Tuiuti |
| Melhor Conjunto de Passistas                        | Unidos de Padre Miguel |
| Mais Elegante Galeria de Velha-guarda               | Unidos de Lucas |
| Grupo C                                             | |
| Melhor Desfile                                      | Arrastão de Cascadura |
| Prêmios Especiais                                   | |
| Personalidade: Mestre Orelha - Unidos de Lucas      | |
| Ala "Corruptos" - Boi da Ilha do Governador         | |
| Renato Lage - Pela contribuição ao carnaval carioca | |
| Riotur - Pelo apoio ao Prêmio S@mba-Net             | |

### 2008

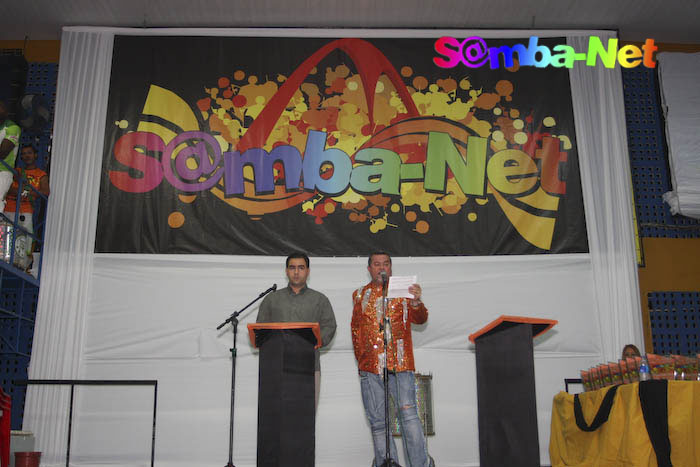
Eugênio Leal e Milton Cunha apresentando o S@mba-Net 2009.

A 10.ª edição do Prêmio S@mba-Net foi realizada no carnaval do ano de 2008. Foram mantidas as três categorias destinadas ao Grupo Especial; as dezessete categorias destinadas ao Grupo A; as quinze categorias destinadas ao Grupo B; a categoria destinada ao Grupo C; além dos prêmios especiais. A festa de premiação foi realizada no dia 24 de maio de 2008, na quadra da escola de samba Unidos da Tijuca. A cerimônia foi apresentada pelo radialista Eugênio Leal e pelo carnavalesco Milton Cunha.
O júri da edição foi formado por Luiz Fernando Reis, Paulo Renato Vaz, Jorge Mendes Carneiro, Vitor Augusto Monteiro, Fábio Pavão, Mauro Samagaio, Tatiana Ribeiro, Marco Capeluppi, Thiago Lacerda, Rafael Marçal, André Bonatte, Chico Frota, Renato Buarque, Márcio Zuma, Fernando Peixoto, Ana Paula Bressanelli, Eduardo Campos, Ricardo Delezcluze e Wanessa Lucena.
| Prêmio S@mba-Net 2008                                                                     | Prêmio S@mba-Net 2008 |
| ----------------------------------------------------------------------------------------- | --- |
| Grupo Especial                                                                            | |
| Categoria                                                                                 | Vencedor(es) |
| Mais Elegante Galeria de Velha-guarda                                                     | Acadêmicos do Salgueiro |
| Melhor Conjunto de Passistas                                                              | Portela |
| Melhor Destaque de Luxo                                                                   | Nilcemar Pires (Imperatriz Leopoldinense) |
| Grupo A                                                                                   | |
| Categoria                                                                                 | Vencedor(es) |
| Melhor Desfile                                                                            | Império Serrano |
| Melhor Comunicação com o Público                                                          | União da Ilha do Governador |
| Melhor Samba-enredo                                                                       | Acadêmicos do Cubango ("Mercedes Batista - de Passo a Passo, Um Passo", de Diego Nicolau, Arthur Bernardes, Sardinha, Júnior Duarte e Carlinhos da Penha) |
| Melhor Enredo                                                                             | Lins Imperial ("Apresento-lhes com Louvor, Meu Pai Querido, Dom João VI", de Eduardo Gonçalves)                                                           |
| Melhor Bateria                                                                            | Império Serrano (Mestre Átila) |
| Melhor Comissão de Frente                                                                 | Caprichosos de Pilares (Coreógrafo Jaime Arôxa) |
| Melhor Puxador / Intérprete                                                               | Zé Paulo Sierra (Caprichosos de Pilares) |
| Melhor Casal de Mestre-sala e Porta-bandeira                                              | Rogerinho Rosa e Pryscilla Rosa (União da Ilha do Governador)                                                                                             |
| Melhor Destaque de Luxo                                                                   | Estácio de Sá (Fábio Aragão - Fantasia "A Luz") |
| Melhor Alegoria                                                                           | Acadêmicos da Rocinha ("Nação Nordestina" - Carnavalesco Fábio Ricardo)                                                                                   |
| Melhor Conjunto Alegórico                                                                 | Acadêmicos da Rocinha (Carnavalesco Fábio Ricardo) |
| Melhor Conjunto de Fantasias                                                              | Acadêmicos da Rocinha (Carnavalesco Fábio Ricardo) |
| Melhor Ala                                                                                | Estácio de Sá ("Anjos, a Vitória do Bem") |
| Melhor Ala de Baianas                                                                     | Império Serrano |
| Melhor Ala de Crianças                                                                    | Acadêmicos de Santa Cruz |
| Melhor Conjunto de Passistas                                                              | Império da Tijuca |
| Mais Elegante Galeria de Velha-guarda                                                     | União da Ilha do Governador |
| Grupo B                                                                                   | |
| Categoria                                                                                 | Vencedor(es) |
| Melhor Desfile                                                                            | Unidos de Padre Miguel |
| Melhor Samba-enredo                                                                       | Unidos de Padre Miguel ("No Reino das Águas de Olokum", de Toninho do Trayller, Diego Rodrigues, Cabeça, Amendoim do Samba e Cicinho)                     |
| Melhor Enredo                                                                             | Paraíso do Tuiuti ("Cartola, Teu Cenário É Uma Beleza", de Eduardo Silva)                                                                                 |
| Melhor Bateria                                                                            | Paraíso do Tuiuti (Mestre Claudinho) |
| Melhor Comissão de Frente                                                                 | Sereno de Campo Grande (Coreógrafo David Lima) |
| Melhor Puxador / Intérprete                                                               | Leléu (Independente da Praça da Bandeira) |
| Melhor Casal de Mestre-sala e Porta-bandeira                                              | PC e Rosilane (Inocentes de Belford Roxo) |
| Melhor Destaque de Luxo                                                                   | Alexandre Coutinho (Unidos de Padre Miguel) |
| Melhor Alegoria                                                                           | Unidos de Padre Miguel ("Reino de Ifé" - Carnavalesco Edson Pereira)                                                                                      |
| Melhor Conjunto Alegórico                                                                 | Unidos de Padre Miguel (Carnavalesco Edson Pereira) |
| Melhor Conjunto de Fantasias                                                              | Unidos de Padre Miguel (Carnavalesco Edson Pereira) |
| Melhor Ala de Baianas                                                                     | Unidos de Padre Miguel |
| Melhor Ala de Crianças                                                                    | Alegria da Zona Sul |
| Melhor Conjunto de Passistas                                                              | Arranco |
| Mais Elegante Galeria de Velha-guarda                                                     | Unidos de Lucas |
| Grupo C                                                                                   | |
| Melhor Desfile                                                                            | Unidos do Jacarezinho |
| Prêmios Especiais                                                                         | |
| Ala de casais mirins de Mestre-sala e Porta-bandeira da Independente da Praça da Bandeira | |
| Giselle Sant'Anna e Renata Onaíndia (Jornal O Povo)                                       | |
| Marcos Uchôa - Pela cobertura carnavalesca pela Rede Globo                                | |

### 2009
A 11.ª edição do Prêmio S@mba-Net foi realizada no carnaval do ano de 2009. A AESCRJ, associação que organiza os desfiles do acesso, renomeou o Grupo B para Grupo RJ-1, e o Grupo C para Grupo RJ-2. Foram mantidas as três categorias destinadas ao Grupo Especial; as dezessete categorias destinadas ao Grupo A; as quinze categorias destinadas ao Grupo RJ-1 (antigo Grupo B); a categoria destinada ao Grupo RJ-2 (antigo Grupo C); além dos prêmios especiais. O prêmio de Melhor Desfile foi reformulado para Melhor Escola.
O júri da edição foi formado por Luiz Fernando Reis, Paulo Renato Vaz, Jorge Mendes Carneiro, Vitor Augusto Monteiro, Fábio Pavão, Mauro Samagaio, Tatiana Ribeiro, Marco Capeluppi, Thiago Lacerda, Rafael Marçal, André Bonatte, Chico Frota, Renato Buarque, Márcio Zuma, Fernando Peixoto, Ana Paula Bressanelli e Eduardo Campos. A festa de premiação foi realizada no dia 16 de maio de 2009, na quadra da escola de samba Unidos da Tijuca. A cerimônia foi apresentada pelo radialista Eugênio Leal e pelo carnavalesco Milton Cunha.
| Prêmio S@mba-Net 2009                                                | Prêmio S@mba-Net 2009 |
| -------------------------------------------------------------------- | --- |
| Grupo Especial                                                       | |
| Categoria                                                            | Vencedor(es) |
| Mais Elegante Galeria de Velha-guarda                                | Acadêmicos do Salgueiro |
| Melhor Conjunto de Passistas                                         | Unidos de Vila Isabel |
| Melhor Destaque de Luxo                                              | Danilo Gayer (Acadêmicos do Grande Rio) |
| Grupo A                                                              | |
| Categoria                                                            | Vencedor(es) |
| Melhor Escola                                                        | Estácio de Sá |
| Melhor Comunicação com o Público                                     | Caprichosos de Pilares |
| Melhor Samba-enredo                                                  | Renascer de Jacarepaguá ("Como Vai, Vai Bem? Veio a Pé ou Veio de Trem?", de Gabriel da Penha, Leandro Nogueira, Luiz Gustavo, Deco e Hélio Luna)                                                                                         |
| Melhor Enredo                                                        | Estácio de Sá ("Que Chita Bacana", de Cid Carvalho) |
| Melhor Bateria                                                       | União da Ilha do Governador (Mestre Riquinho) |
| Melhor Comissão de Frente                                            | Estácio de Sá (Coreógrafo Handerson Big) |
| Melhor Puxador / Intérprete                                          | Zé Paulo Sierra (Caprichosos de Pilares) |
| Melhor Casal de Mestre-sala e Porta-bandeira                         | Luis Augusto e Denadir (Renascer de Jacarepaguá) |
| Melhor Destaque de Luxo                                              | Nelcimar Pires (Acadêmicos da Rocinha) |
| Melhor Alegoria                                                      | Acadêmicos da Rocinha ("A Belle Époque Tropical" - Carnavalesco Fábio Ricardo) |
| Melhor Conjunto Alegórico                                            | Estácio de Sá (Carnavalesco Cid Carvalho) |
| Melhor Conjunto de Fantasias                                         | Acadêmicos da Rocinha (Carnavalesco Fábio Ricardo) |
| Melhor Ala                                                           | Acadêmicos da Rocinha ("Le Parfum") |
| Melhor Ala de Baianas                                                | Estácio de Sá |
| Melhor Ala de Crianças                                               | Paraíso do Tuiuti |
| Melhor Conjunto de Passistas                                         | Inocentes de Belford Roxo |
| Mais Elegante Galeria de Velha-guarda                                | União da Ilha do Governador |
| Grupo B / RJ-1                                                       | |
| Categoria                                                            | Vencedor(es) |
| Melhor Escola                                                        | Unidos de Padre Miguel |
| Melhor Samba-enredo                                                  | Boi da Ilha do Governador ("Abram as Cortinas! Bravo! 100 Anos do Theatro Municipal em Cena Aberta na Sapucaí", de Marquinhos do Banjo, Aloísio Villar, Ginho, Roger Linhares, Marquinhos, Cadinho da Ilha, Professor, Tino Ayres e Tote) |
| Melhor Enredo                                                        | União do Parque Curicica ("O Carioca É Aquele: Espírito, Paixão e Fé", de Amauri Santos e Paulinho do Ouro) |
| Melhor Bateria                                                       | Acadêmicos do Cubango (Mestre Gilmar) |
| Melhor Comissão de Frente                                            | Arranco (Coreógrafo Alexandre Alves) |
| Melhor Puxador / Intérprete                                          | Igor Vianna (Tradição) |
| Melhor Casal de Mestre-sala e Porta-bandeira                         | Hugo Cesário e Andressa Dornelles (Sereno de Campo Grande) |
| Melhor Destaque de Luxo                                              | Dayse (Unidos de Padre Miguel) |
| Melhor Alegoria                                                      | Unidos de Padre Miguel ("O Vinho na Idade Média" - Carnavalescos: Edward Moraes e Guilherme Alexandre) |
| Melhor Conjunto Alegórico                                            | Unidos de Padre Miguel (Carnavalescos: Edward Moraes e Guilherme Alexandre) |
| Melhor Conjunto de Fantasias                                         | Unidos de Padre Miguel (Carnavalescos: Edward Moraes e Guilherme Alexandre) |
| Melhor Ala de Baianas                                                | Boi da Ilha do Governador |
| Melhor Ala de Crianças                                               | União do Parque Curicica |
| Melhor Conjunto de Passistas                                         | Acadêmicos do Cubango |
| Mais Elegante Galeria de Velha-guarda                                | Unidos do Jacarezinho |
| Grupo C / RJ-2                                                       | |
| Melhor Escola                                                        | Acadêmicos do Sossego |
| Prêmios Especiais                                                    | |
| Melhor comunicação com o público: Unidos do Jacarezinho              | |
| Personalidade: Maurício Mattos (Presidente da Acadêmicos da Rocinha) | |
| Paulo Stein - Pela transmissão do Grupo de Acesso                    | |
| Super Rádio Tupi - Pela cobertura do carnaval carioca                | |

### 2010

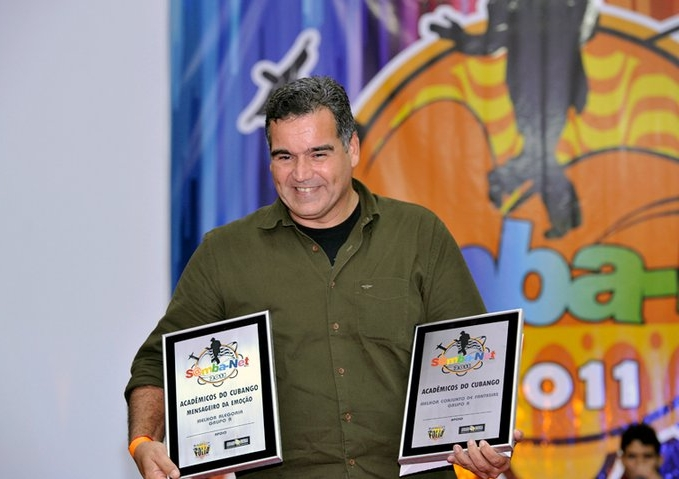
O carnavalesco Jaime Cezário no S@mba-Net 2011.

A 12.ª edição do Prêmio S@mba-Net foi realizada no carnaval do ano de 2010. Foram mantidas as três categorias destinadas ao Grupo Especial; as dezessete categorias destinadas ao Grupo A; a categoria destinada ao Grupo RJ-2 (antigo Grupo C); além dos prêmios especiais. O Grupo RJ-1 (antigo Grupo B) ganhou mais uma categoria, de "Desfile Mais Empolgante", totalizando dezesseis. O prêmio de Melhor Comunicação com o Público foi substituído por "Desfile mais empolgante". 
O júri da edição foi formado por Luiz Fernando Reis, Paulo Renato Vaz, Jorge Mendes Carneiro, Fábio Pavão, Mauro Samagaio, Tatiana Ribeiro, Marco Capeluppi, Thiago Lacerda, Rafael Marçal, André Bonatte, Chico Frota, Renato Buarque, Márcio Zuma, Fernando Peixoto, Ana Paula Bressanelli e Eduardo Campos. A cerimônia de premiação foi realizada no dia 15 de maio de 2010, na quadra da escola de samba Unidos da Tijuca. A cerimônia foi apresentada pelo radialista Eugênio Leal.
| Prêmio S@mba-Net 2010                                                                               | Prêmio S@mba-Net 2010 |
| --------------------------------------------------------------------------------------------------- | --- |
| Grupo Especial                                                                                      | |
| Categoria                                                                                           | Vencedor(es) |
| Mais Elegante Galeria de Velha-guarda                                                               | Beija-Flor |
| Melhor Conjunto de Passistas                                                                        | Mocidade Independente de Padre Miguel |
| Melhor Destaque de Luxo                                                                             | Tânia Índio do Brasil (Estação Primeira de Mangueira) |
| Grupo A                                                                                             | |
| Categoria                                                                                           | Vencedor(es) |
| Melhor Escola                                                                                       | Estácio de Sá |
| Desfile Mais Empolgante                                                                             | Caprichosos de Pilares |
| Melhor Samba-enredo                                                                                 | Império da Tijuca ("Suprema Jinga - Senhora do Trono Brazngola", de Márcio André, Djalma Falcão, Ito Melodia, Grassano e Jota Karlos)                     |
| Melhor Enredo                                                                                       | Renascer de Jacarepaguá ("Aquaticópolis", de Paulo Barros e Wagner Gonçalves)                                                                             |
| Melhor Bateria                                                                                      | Estácio de Sá (Mestre Chuvisco) |
| Melhor Comissão de Frente                                                                           | Império Serrano (Coreógrafo João Wlamir) |
| Melhor Puxador / Intérprete                                                                         | Pixulé (Império da Tijuca) |
| Melhor Casal de Mestre-sala e Porta-bandeira                                                        | Marcinho e Alcione (Estácio de Sá) |
| Melhor Destaque de Luxo                                                                             | Nelcimar Pires (Acadêmicos da Rocinha) |
| Melhor Alegoria                                                                                     | Unidos de Padre Miguel ("Nas Graças de São Jorge - Ogunhê Patacoriô Ogunhê, lá Vai a Nave da Folia" - Carnavalescos: Edward Moraes e Guilherme Alexandre) |
| Melhor Conjunto Alegórico                                                                           | Acadêmicos da Rocinha (Carnavalesco Fábio Ricardo) |
| Melhor Conjunto de Fantasias                                                                        | Acadêmicos do Cubango (Carnavalesco Milton Cunha) |
| Melhor Ala                                                                                          | Renascer de Jacarepaguá ("Lazer") |
| Melhor Ala de Baianas                                                                               | São Clemente |
| Melhor Ala de Crianças                                                                              | Acadêmicos de Santa Cruz |
| Melhor Conjunto de Passistas                                                                        | São Clemente |
| Mais Elegante Galeria de Velha-guarda                                                               | Paraíso do Tuiuti |
| Grupo B / RJ-1                                                                                      | |
| Categoria                                                                                           | Vencedor(es) |
| Melhor Escola                                                                                       | Arranco |
| Desfile Mais Empolgante                                                                             | Arranco |
| Melhor Samba-enredo                                                                                 | União do Parque Curicica ("Lendas, Mistérios e Magias. Não Creio, mas... Sei lá, né?", de Tonho, Fabian, Berequinho de JPA, Aniceto e Itamar)             |
| Melhor Enredo                                                                                       | Mocidade de Vicente de Carvalho ("Bonecas. Impossível não se Apaixonar por Elas...", de Marcus Ferreira)                                                  |
| Melhor Bateria                                                                                      | Arranco (Mestre Esteves) |
| Melhor Comissão de Frente                                                                           | Alegria da Zona Sul (Coreógrafo Patrick Carvalho) |
| Melhor Puxador / Intérprete                                                                         | Ciganerey (Arranco) |
| Melhor Casal de Mestre-sala e Porta-bandeira                                                        | Cristiano e Manoela (Lins Imperial) |
| Melhor Destaque de Luxo                                                                             | Ricardo Ferrador (Alegria da Zona Sul) |
| Melhor Alegoria                                                                                     | Arranco ("Batalha de Flores" - Carnavalesco Severo Luzardo)                                                                                               |
| Melhor Conjunto Alegórico                                                                           | Alegria da Zona Sul (Carnavalesco Lane Santana) |
| Melhor Conjunto de Fantasias                                                                        | Alegria da Zona Sul (Carnavalesco Lane Santana) |
| Melhor Ala de Baianas                                                                               | Alegria da Zona Sul |
| Melhor Ala de Crianças                                                                              | União de Jacarepaguá |
| Melhor Conjunto de Passistas                                                                        | Sereno de Campo Grande |
| Mais Elegante Galeria de Velha-guarda                                                               | Sereno de Campo Grande |
| Grupo C / RJ-2                                                                                      | |
| Melhor Escola                                                                                       | Difícil é o Nome |
| Prêmios Especiais                                                                                   | |
| Originalidade: Fantasia da bateria da Paraíso do Tuiuti                                             | |
| Personalidade: July July (Primeira destaque do GRES Arranco)                                        | |
| Revelação: Thiago Brito (Intérprete da Caprichosos de Pilares)                                      | |
| Grêmio Recreativo Escola de Samba Unidos da Tijuca                                                  | |
| Site Galeria do Samba - Pela divulgação das escolas de samba de todos os grupos do carnaval carioca | |

### 2011

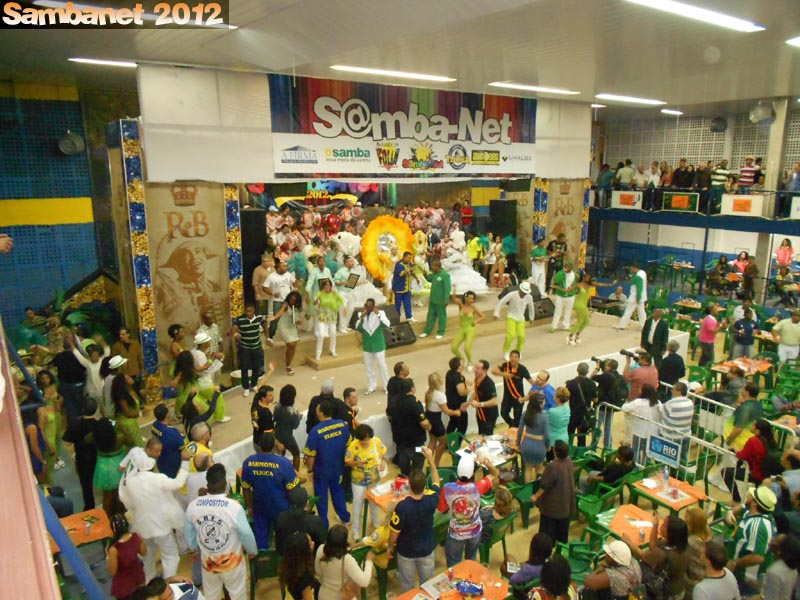
Festa do S@mba-Net 2012.

A 13.ª edição do Prêmio S@mba-Net foi realizada no carnaval do ano de 2011. A terceira e a quarta divisão do carnaval carioca retomaram a nomenclatura anterior, Grupo B e Grupo C. Foram mantidas as três categorias destinadas ao Grupo Especial; as dezessete categorias destinadas ao Grupo A; as dezesseis categorias destinadas ao Grupo B; a categoria destinada ao Grupo C; além dos prêmios especiais. O júri da edição foi formado por Luiz Fernando Reis, Paulo Renato Vaz, Jorge Mendes Carneiro, Fábio Pavão, Mauro Samagaio, Tatiana Ribeiro, Marco Capeluppi, Thiago Lacerda, Rafael Marçal, André Bonatte, Chico Frota, Renato Buarque, Márcio Zuma, Fernando Peixoto, Ana Paula Bressanelli e Eduardo Campos.
A festa de premiação foi realizada no dia 21 de maio de 2011, na quadra da escola de samba Unidos da Tijuca. A cerimônia foi apresentada pelas duplas Eugênio Leal e Carolina Grimião; e Marcelo Pacífico e Marcio Perrota. O radialista Eugênio Leal completou 10 anos como mestre de cerimônia da premiação. A festa da edição foi temática, em homenagem à célebres enredos do carnaval carioca.
| Prêmio S@mba-Net 2011                                                                        | Prêmio S@mba-Net 2011 |
| -------------------------------------------------------------------------------------------- | --- |
| Grupo Especial                                                                               | |
| Categoria                                                                                    | Vencedor(es) |
| Mais Elegante Galeria de Velha-guarda                                                        | Acadêmicos do Salgueiro |
| Melhor Conjunto de Passistas                                                                 | Unidos da Tijuca |
| Melhor Destaque de Luxo                                                                      | Ednelson (Unidos de Vila Isabel) |
| Grupo A                                                                                      | |
| Categoria                                                                                    | Vencedor(es) |
| Melhor Escola                                                                                | Acadêmicos do Cubango |
| Desfile Mais Empolgante                                                                      | Império Serrano |
| Melhor Samba-enredo                                                                          | Império Serrano ("A Benção, Vinícius", de Aluízio Machado, Henrique Hoffmann, Paulinho Valença, Popeye, Victor Silva e Zé Paulo)                        |
| Melhor Enredo                                                                                | Acadêmicos da Rocinha ("Rocinha! Estou Vidrado em Você", de Luiz Carlos Bruno)                                                                          |
| Melhor Bateria                                                                               | Unidos do Viradouro (Mestre Pablo) |
| Melhor Comissão de Frente                                                                    | Acadêmicos da Rocinha (Coreógrafo Sérgio Lobato) |
| Melhor Puxador / Intérprete                                                                  | Anderson Paz (Acadêmicos da Rocinha) |
| Melhor Casal de Mestre-sala e Porta-bandeira                                                 | Robson Sensação e Ana Paula (Unidos do Viradouro) |
| Melhor Destaque de Luxo                                                                      | Thatiana Guimarães (Acadêmicos do Cubango) |
| Melhor Alegoria                                                                              | Acadêmicos do Cubango ("Mensageiro da Emoção" - Carnavalesco Jaime Cezário)                                                                             |
| Melhor Conjunto Alegórico                                                                    | Império da Tijuca (Carnavalesco Severo Luzardo) |
| Melhor Conjunto de Fantasias                                                                 | Acadêmicos do Cubango (Carnavalesco Jaime Cezário) |
| Melhor Ala                                                                                   | Acadêmicos da Rocinha ("Para-brisa") |
| Melhor Ala de Baianas                                                                        | Acadêmicos do Cubango |
| Melhor Ala de Crianças                                                                       | Unidos do Viradouro |
| Melhor Conjunto de Passistas                                                                 | Renascer de Jacarepaguá |
| Mais Elegante Galeria de Velha-guarda                                                        | Unidos do Viradouro |
| Grupo B                                                                                      | |
| Categoria                                                                                    | Vencedor(es) |
| Melhor Escola                                                                                | Paraíso do Tuiuti |
| Desfile Mais Empolgante                                                                      | Paraíso do Tuiuti |
| Melhor Samba-enredo                                                                          | Tradição ("Juazeiro do Norte, Terra de Oração e Trabalho. 100 Anos de Fé, Poder e Tradição", de Zé Gomes, Darlan Alves, Emerson Sam e Rodrigo Jacopett) |
| Melhor Enredo                                                                                | Mocidade de Vicente de Carvalho ("Uma Viagem ao Universo dos Cabelos", de Alexandre Rangel e Raphael Torres                                             |
| Melhor Bateria                                                                               | União de Jacarepaguá (Mestre Marquinhos) |
| Melhor Comissão de Frente                                                                    | Mocidade de Vicente de Carvalho (Coreógrafo Handerson Big)                                                                                              |
| Melhor Puxador / Intérprete                                                                  | Daniel Silva (Paraíso do Tuiuti) |
| Melhor Casal de Mestre-sala e Porta-bandeira                                                 | Zé Roberto e Thaís Romi (Paraíso do Tuiuti) |
| Melhor Destaque de Luxo                                                                      | Nil de Yemonjá (Tradição) |
| Melhor Alegoria                                                                              | Sereno de Campo Grande ("Oriente" - Carnavalescos: Rodrigo Mello, Adilson Pinto e Marco Antônio)                                                        |
| Melhor Conjunto Alegórico                                                                    | União do Parque Curicica (Carnavalesco Amauri Santos)                                                                                                   |
| Melhor Conjunto de Fantasias                                                                 | Unidos de Padre Miguel (Carnavalesco Fábio Santos) |
| Melhor Ala de Baianas                                                                        | Arranco |
| Melhor Ala de Crianças                                                                       | Sereno de Campo Grande |
| Melhor Conjunto de Passistas                                                                 | União do Parque Curicica |
| Mais Elegante Galeria de Velha-guarda                                                        | União de Jacarepaguá |
| Grupo C                                                                                      | |
| Melhor Escola                                                                                | Arrastão de Cascadura |
| Prêmios Especiais                                                                            | |
| Acadêmicos do Grande Rio - Pela superação após o incêndio em seu barracão na Cidade do Samba | |
| Leonardo Bruno (Jornal Extra)                                                                | |
| Marcos Roza (Roteiro dos Desfiles)                                                           | |

### 2012
A 14.ª edição do Prêmio S@mba-Net foi realizada no carnaval do ano de 2012. Foram mantidas as dezessete categorias destinadas ao Grupo A e os prêmios especiais. O Grupo B teve suas categorias reduzidas de dezesseis para treze. Os Grupos C e Especial passaram a ser contemplados com o prêmio de Melhor Samba-enredo. O júri da edição foi formado por Luiz Fernando Reis, Paulo Renato Vaz, Jorge Mendes Carneiro, Fábio Pavão, Mauro Samagaio, Tatiana Ribeiro, Marco Capeluppi, Thiago Lacerda, Rafael Marçal, André Bonatte, Chico Frota, Renato Buarque, Márcio Zuma, Fernando Peixoto e Eduardo Campos.
A festa de premiação foi realizada no dia 19 de maio de 2012, na quadra da escola de samba Unidos da Tijuca. A cerimônia foi apresentada pelo radialista Eugênio Leal. Assim como na edição anterior, a festa foi temática, desta vez, em homenagem à ala das baianas e sua importância na história dos desfiles.
| Prêmio S@mba-Net 2012                                                                             | Prêmio S@mba-Net 2012 |
| ------------------------------------------------------------------------------------------------- | --- |
| Grupo Especial                                                                                    | |
| Categoria                                                                                         | Vencedor(es) |
| Melhor Samba-enredo                                                                               | Portela (".... E o Povo na Rua Cantando. É Feito Uma Reza, Um Ritual...", de Luiz Carlos Máximo, Toninho Nascimento, Wanderley Monteiro e Naldo)                                               |
| Mais Elegante Galeria de Velha-guarda                                                             | Unidos de Vila Isabel |
| Melhor Conjunto de Passistas                                                                      | São Clemente |
| Melhor Destaque de Luxo                                                                           | Regina Marins (Mocidade Independente de Padre Miguel) |
| Grupo A                                                                                           | |
| Categoria                                                                                         | Vencedor(es) |
| Melhor Escola                                                                                     | Império Serrano |
| Desfile Mais Empolgante                                                                           | Império Serrano |
| Melhor Samba-enredo                                                                               | Império Serrano ("Dona Ivone Lara: O Enredo do Meu Samba", de Arlindo Cruz, Arlindo Neto e Tico do Império)                                                                                    |
| Melhor Enredo                                                                                     | Acadêmicos da Rocinha ("Vou Colocar Teu Nome na Praça", de Luiz Carlos Bruno) |
| Melhor Bateria                                                                                    | Unidos do Viradouro (Mestre Pablo) |
| Melhor Comissão de Frente                                                                         | Acadêmicos da Rocinha (Coreógrafo Sérgio Lobato) |
| Melhor Puxador / Intérprete                                                                       | Anderson Paz (Acadêmicos da Rocinha) |
| Melhor Casal de Mestre-sala e Porta-bandeira                                                      | Peixinho e Jaçanã (Império da Tijuca) |
| Melhor Destaque de Luxo                                                                           | Flávio Rocha (Acadêmicos do Cubango) |
| Melhor Alegoria                                                                                   | Império Serrano ("Os Cinco Bailes da História do Meu Rio" - Carnavalesco Mauro Quintaes) |
| Melhor Conjunto Alegórico                                                                         | Inocentes de Belford Roxo (Carnavalesco Wagner Gonçalves) |
| Melhor Conjunto de Fantasias                                                                      | Inocentes de Belford Roxo (Carnavalesco Wagner Gonçalves) |
| Melhor Ala                                                                                        | Acadêmicos do Cubango (Ala das damas - "Banco do Brasil") |
| Melhor Ala de Baianas                                                                             | Acadêmicos do Cubango |
| Melhor Ala de Crianças                                                                            | Unidos do Viradouro |
| Melhor Conjunto de Passistas                                                                      | Império Serrano |
| Mais Elegante Galeria de Velha-guarda                                                             | Paraíso do Tuiuti |
| Grupo B                                                                                           | |
| Categoria                                                                                         | Vencedor(es) |
| Melhor Escola                                                                                     | Caprichosos de Pilares |
| Melhor Samba-enredo                                                                               | Caprichosos de Pilares ("A Caprichosos Faz o Seu Papel... Levanta, Sacode a Poeira e Dá a Volta por Cima!", de Aurélio Proença, Paulo Apparício, Mauro Speranza, Marcio do Swing e Marquinhos) |
| Melhor Enredo                                                                                     | Alegria da Zona Sul ("Os Saltimbancos", de Eduardo Gonçalves) |
| Melhor Bateria                                                                                    | Caprichosos de Pilares (Mestre Alexandre Brandão) |
| Melhor Comissão de Frente                                                                         | Alegria da Zona Sul (Coreógrafa Renata Monnier) |
| Melhor Puxador / Intérprete                                                                       | Igor Vianna (Unidos de Padre Miguel) |
| Melhor Casal de Mestre-sala e Porta-bandeira                                                      | Diego Falcão e Jackeline Gomes (Caprichosos de Pilares) |
| Melhor Conjunto Alegórico                                                                         | Caprichosos de Pilares (Carnavalesco Amauri Santos) |
| Melhor Conjunto de Fantasias                                                                      | Caprichosos de Pilares (Carnavalesco Amauri Santos) |
| Melhor Ala de Baianas                                                                             | Tradição |
| Melhor Ala de Crianças                                                                            | União do Parque Curicica |
| Melhor Conjunto de Passistas                                                                      | Unidos de Padre Miguel |
| Mais Elegante Galeria de Velha-guarda                                                             | Unidos de Padre Miguel |
| Grupo C                                                                                           | |
| Categoria                                                                                         | Vencedor(es) |
| Melhor Escola                                                                                     | Unidos do Jacarezinho |
| Melhor Samba-enredo                                                                               | Unidos da Vila Kennedy ("Vila Kennedy Conta e Canta os Mistérios e Lendas do Arco–Íris", de Ricardo Rocha, Chocolate e Gustavo)                                                                |
| Prêmios Especiais                                                                                 | |
| Rosa Magalhães (Carnavalesca da Unidos de Vila Isabel)                                            | |
| Thuan Matheus e Joana Falcão (Casal mirim de mestre-sala e porta-bandeira da Tradição)            | |
| Associação das Escolas de Samba da Cidade do Rio de Janeiro (AESCRJ)                              | |
| Site Carnavalesco                                                                                 | |
| Jornal Extra - Pelo desfile comemorativo em homenagem aos 80 anos dos desfiles de escola de samba | |

### 2013
A 15.ª edição do Prêmio S@mba-Net foi realizada no carnaval do ano de 2013. Neste ano, os desfiles das escolas de samba do Rio de Janeiro, passaram por diversas modificações, como o dia de desfile dos grupos de acesso e a organização dos grupos. Com isso, o Prêmio S@mba-Net sofreu diversas alterações. O número de categorias destinadas ao Grupo Especial aumentou de quatro para nove; a Série A (antigo Grupo A) teve suas categorias reduzidas para dezesseis; o Grupo B teve suas categorias reduzidas de treze para duas; e o Grupo C deixou de ser premiado. Os prêmios especiais foram mantidos.
O júri da edição foi formado por Luiz Fernando Reis, Paulo Renato Vaz, Fábio Pavão, Mauro Samagaio, Tatiana Ribeiro, Marco Capeluppi, Thiago Lacerda, André Bonatte, Chico Frota, Renato Buarque, Márcio Zuma, Fernando Peixoto e Marcelo Camões. A festa de premiação foi realizada no dia 18 de maio de 2013, na quadra da escola de samba Unidos da Tijuca. A cerimônia foi apresentada pelos radialistas Eugênio Leal e Marcelo Pacífico. Assim como nas edições anteriores, a festa foi temática, desta vez em homenagem aos sambas de enredo e a sua importância para o carnaval.
| Prêmio S@mba-Net 2013                                                          | Prêmio S@mba-Net 2013 |
| ------------------------------------------------------------------------------ | --- |
| Grupo Especial                                                                 | |
| Categoria                                                                      | Vencedor(es) |
| Desfile Mais Empolgante                                                        | Unidos de Vila Isabel |
| Melhor Samba-enredo                                                            | Unidos de Vila Isabel ("A Vila Canta o Brasil, Celeiro do Mundo - Água no Feijão que Chegou Mais Um", de Martinho da Vila, Arlindo Cruz, André Diniz, Leonel e Tunico da Vila) |
| Melhor Enredo                                                                  | Portela ("Madureira... Onde o Meu Coração se Deixou Levar", de Paulo Menezes e Carlos Monte)                                                                                   |
| Melhor Puxador / Intérprete                                                    | Tinga (Unidos de Vila Isabel) |
| Melhor Casal de Mestre-sala e Porta-bandeira                                   | Raphael Rodrigues e Marcella Alves (Estação Primeira de Mangueira) |
| Melhor Destaque de Luxo                                                        | Maria Helena Cadar (Acadêmicos do Salgueiro) |
| Melhor Ala de Baianas                                                          | Imperatriz Leopoldinense |
| Melhor Conjunto de Passistas                                                   | Beija-Flor |
| Mais Elegante Galeria de Velha-guarda                                          | Unidos da Tijuca |
| Série A                                                                        | |
| Categoria                                                                      | Vencedor(es) |
| Melhor Escola                                                                  | Império da Tijuca |
| Melhor Samba-enredo                                                            | Império da Tijuca ("Negra, Pérola Mulher", de Samir Trindade, Serginho Aguiar, Alexandre Moreira, Araújo e Walace Menor)                                                       |
| Melhor Enredo                                                                  | Acadêmicos da Rocinha ("Mistura de Sabores e Raças: Uma Feijoada à Brasileira", de Luiz Carlos Bruno)                                                                          |
| Melhor Bateria                                                                 | Acadêmicos da Rocinha (Mestre Maurão) |
| Melhor Comissão de Frente                                                      | Império da Tijuca (Coreógrafo Júnior Scapin) |
| Melhor Puxador / Intérprete                                                    | Pixulé (Império da Tijuca) |
| Melhor Casal de Mestre-sala e Porta-bandeira                                   | Daniel Werneck e Alcione Carvalho (Estácio de Sá) |
| Melhor Destaque de Luxo                                                        | Albimar Mendes (Império Serrano) |
| Melhor Alegoria                                                                | Acadêmicos do Cubango ("O Fabuloso Mundo Imaginário de J. Borges" - Carnavalesco Severo Luzardo)                                                                               |
| Melhor Conjunto Alegórico                                                      | Unidos de Padre Miguel (Carnavalesco Edson Pereira) |
| Melhor Conjunto de Fantasias                                                   | Acadêmicos da Rocinha (Carnavalesco Luiz Carlos Bruno) |
| Melhor Ala                                                                     | Alegria da Zona Sul ("Nega Maluca") |
| Melhor Ala de Baianas                                                          | Acadêmicos do Cubango |
| Melhor Ala de Crianças                                                         | Unidos de Padre Miguel |
| Melhor Conjunto de Passistas                                                   | Caprichosos de Pilares |
| Mais Elegante Galeria de Velha-guarda                                          | Unidos do Viradouro |
| Grupo B                                                                        | |
| Categoria                                                                      | Vencedor(es) |
| Melhor Escola                                                                  | Favo de Acari |
| Melhor Samba-enredo                                                            | Império da Praça Seca ("Valei-me Jorge!", de Diego Nascimento, Diego Nicolau, Diego Tavares, Leandro Santos e Salviano)                                                        |
| Prêmios Especiais                                                              | |
| Personalidade: David Corrêa (cantor e compositor)                              | |
| Revelação: Júnior Pernambucano (Carnavalesco da Império da Tijuca)             | |
| Equipe da Rede Globo - Pela transmissão dos desfiles da Série A                | |
| Déo Pessoa (Presidente da Liga das Escolas de Samba do Rio de Janeiro - LIERJ) | |
| Luis Gustavo Mostof (Diretor de operações da Riotur)                           | |

### 2014
A 16.ª edição do Prêmio S@mba-Net foi realizada no carnaval do ano de 2014. Foram mantidas as dezesseis categorias destinadas à Série A; as duas categorias destinadas ao Grupo B; e os prêmios especiais. O Grupo Especial passou a ser contemplado com o prêmio de Melhor Bateria, totalizando dez categorias. O júri da edição foi formado por Luiz Fernando Reis, Paulo Renato Vaz, Fábio Pavão, Mauro Samagaio, Tatiana Ribeiro, Marco Capeluppi, Thiago Lacerda, André Bonatte, Chico Frota, Renato Buarque, Márcio Zuma, Fernando Peixoto, Marcelo Camões, Pedro Simões e Vinícius Natal.
A festa de premiação foi realizada no dia 17 de maio de 2014, na quadra da escola de samba Unidos da Tijuca. A cerimônia foi apresentada pelos radialistas Eugênio Leal e Marcelo Pacífico. A festa foi temática, em homenagem às alas de passistas das escolas de samba.
| Prêmio S@mba-Net 2014 | Prêmio S@mba-Net 2014 |
| --- | --- |
| Grupo Especial | |
| Categoria | Vencedor(es) |
| Desfile Mais Empolgante                                                                                                  | Império da Tijuca |
| Melhor Samba-enredo | Mocidade Independente de Padre Miguel ("Pernambucópolis", de Diego Nicolau, Dudu Nobre, Gabriel Teixeira, Jefinho Rodrigues, Jorginho Medeiros e Marquinho Índio) |
| Melhor Enredo | União da Ilha do Governador ("É Brinquedo, É Brincadeira. A Ilha Vai Levantar Poeira!", de Alex de Souza)                                                         |
| Melhor Bateria | Unidos da Tijuca (Mestre Casagrande) |
| Melhor Puxador / Intérprete                                                                                              | Ito Melodia (União da Ilha do Governador) |
| Melhor Casal de Mestre-sala e Porta-bandeira                                                                             | Phelipe Lemos e Raphaela Theodoro (Imperatriz Leopoldinense) |
| Melhor Destaque de Luxo                                                                                                  | Carlos Reis (Portela) |
| Melhor Ala de Baianas | Acadêmicos do Grande Rio |
| Melhor Conjunto de Passistas                                                                                             | Estação Primeira de Mangueira |
| Mais Elegante Galeria de Velha-guarda                                                                                    | Acadêmicos do Salgueiro |
| Série A | |
| Categoria | Vencedor(es) |
| Melhor Escola | Unidos do Viradouro |
| Melhor Samba-enredo | Acadêmicos do Cubango ("Continente Negro - Uma Epopeia Africana", de Igor Leal, Lequinho, Junior Fionda, Deigre Silva, Diego Moura, Gustavo Soares e Sardinha)    |
| Melhor Enredo | Unidos do Porto da Pedra ("Majestades do Samba, os Defensores do Meu Pavilhão", de Leandro Valente)                                                               |
| Melhor Bateria | União do Parque Curicica (Mestre Lolo) |
| Melhor Comissão de Frente                                                                                                | Caprichosos de Pilares (Coreógrafo Hélio Bejani) |
| Melhor Puxador / Intérprete                                                                                              | Zé Paulo Sierra (Unidos do Viradouro) |
| Melhor Casal de Mestre-sala e Porta-bandeira                                                                             | Vinícius Antunes e Jéssica Ferreira (Unidos de Padre Miguel) |
| Melhor Destaque de Luxo                                                                                                  | Luanda Ritz (Estácio de Sá) |
| Melhor Alegoria | Unidos de Padre Miguel ("O Que É, o Que É? - A Grande Charada da Infância" - Carnavalesco Edson Pereira)                                                          |
| Melhor Conjunto Alegórico                                                                                                | Unidos de Padre Miguel (Carnavalesco Edson Pereira) |
| Melhor Conjunto de Fantasias                                                                                             | Estácio de Sá (Carnavalesco Jack Vasconcelos) |
| Melhor Ala | Acadêmicos do Cubango ("Amas de Leite") |
| Melhor Ala de Baianas | Unidos do Viradouro |
| Melhor Ala de Crianças                                                                                                   | Estácio de Sá |
| Melhor Conjunto de Passistas                                                                                             | Unidos do Porto da Pedra |
| Mais Elegante Galeria de Velha-guarda                                                                                    | União de Jacarepaguá |
| Grupo B | |
| Categoria | Vencedor(es) |
| Melhor Escola | Sereno de Campo Grande |
| Melhor Samba-enredo | Unidos de Lucas ("Missicofe, missicofe, dari, dari...", de Marcelo Guimarães, Sidinho, Juca do Pandeiro, Cosminho da Tia e Vander)                                |
| Prêmios Especiais | |
| Personalidade: Edeor de Paula (Compositor de "Os Sertões", samba-enredo de 1976, reeditado em 2014 pela Em Cima da Hora) | |
| Revelação: João Vitor Araújo (Carnavalesco da Unidos do Viradouro)                                                       | |
| Carlinhos Coreógrafo (Acadêmicos do Salgueiro)                                                                           | |
| José Carlos Farias Caetano (Machine) - Pelos seus 30 anos de Sambódromo                                                  | |
| Rádio Arquibancada | |

### 2015
A 17.ª edição do Prêmio S@mba-Net foi realizada no carnaval do ano de 2015. O Grupo Especial passou a ser contemplado com o prêmio de Melhor Comissão de Frente, totalizando onze categorias. O número de categorias destinadas à Série A foi reduzido de dezesseis para quatorze. Foram mantidas as duas categorias destinadas à Série B (antigo Grupo B), além dos prêmios especiais. O júri da edição foi formado por Luiz Fernando Reis, Paulo Renato Vaz, Fábio Pavão, Mauro Samagaio, Tatiana Ribeiro, Marco Capeluppi, Thiago Lacerda, André Bonatte, Chico Frota, Renato Buarque, Márcio Zuma, Fernando Peixoto, Marcelo Camões, Pedro Simões e Vinícius Natal.
A festa de premiação foi realizada no dia 16 de maio de 2015, na quadra da escola de samba Unidos da Tijuca. A cerimônia foi apresentada pelo radialista Eugênio Leal. A festa foi temática, em homenagem aos 450 anos da cidade do Rio de Janeiro.
| Prêmio S@mba-Net 2015                                                                          | Prêmio S@mba-Net 2015 |
| ---------------------------------------------------------------------------------------------- | --- |
| Grupo Especial                                                                                 | |
| Categoria                                                                                      | Vencedor(es) |
| Desfile Mais Empolgante                                                                        | São Clemente |
| Melhor Samba-enredo                                                                            | Imperatriz Leopoldinense ("Axé-Nkenda - Um Ritual de Liberdade - E que a Voz da Liberdade Seja Sempre a Nossa Voz", de Adriano Ganso, Aldir Senna, Jorge do Finge, Marquinho Lessa e Zé Katimba) |
| Melhor Enredo                                                                                  | União da Ilha do Governador ("Beleza Pura?", de Alex de Souza) |
| Melhor Bateria                                                                                 | Unidos da Tijuca (Mestre Casagrande) |
| Melhor Comissão de Frente                                                                      | Acadêmicos do Salgueiro (Coreógrafo Hélio Bejani) |
| Melhor Puxador / Intérprete                                                                    | Igor Sorriso (São Clemente) |
| Melhor Casal de Mestre-sala e Porta-bandeira                                                   | Claudinho e Selminha Sorriso (Beija-Flor) |
| Melhor Destaque de Luxo                                                                        | Carlos Reis (Portela) |
| Melhor Ala de Baianas                                                                          | Imperatriz Leopoldinense |
| Melhor Conjunto de Passistas                                                                   | Mocidade Independente de Padre Miguel |
| Mais Elegante Galeria de Velha-guarda                                                          | Beija-Flor |
| Série A                                                                                        | |
| Categoria                                                                                      | Vencedor(es) |
| Melhor Escola                                                                                  | Unidos de Padre Miguel |
| Melhor Samba-enredo                                                                            | Império Serrano ("Poema aos Peregrinos da Fé", de Arlindo Cruz, Lucas Donato, Andinho Samara, Carlos Senna, Alex Ribeiro, Beto BR, Chico Matos, Rogê, Wagner Rogério e Zé Glória)                |
| Melhor Enredo                                                                                  | Caprichosos de Pilares ("Na Minha Mão É Mais Barato!", de Leandro Vieira) |
| Melhor Bateria                                                                                 | Inocentes de Belford Roxo (Mestre Washington) |
| Melhor Comissão de Frente                                                                      | Paraíso do Tuiuti (Coreógrafo Junior Scapin) |
| Melhor Puxador / Intérprete                                                                    | Thiago Brito (Caprichosos de Pilares) |
| Melhor Casal de Mestre-sala e Porta-bandeira                                                   | Thiago Mendonça e Amanda Poblete (Renascer de Jacarepaguá) |
| Melhor Destaque de Luxo                                                                        | Sandra Farias (Império da Tijuca) |
| Melhor Alegoria                                                                                | Unidos de Padre Miguel ("Sertões do Mundo e da Alma" - Carnavalesco Edson Pereira) |
| Melhor Conjunto Alegórico                                                                      | Unidos de Padre Miguel (Carnavalesco Edson Pereira) |
| Melhor Conjunto de Fantasias                                                                   | Paraíso do Tuiuti (Carnavalesco Jack Vasconcelos) |
| Melhor Ala de Baianas                                                                          | Acadêmicos do Cubango |
| Melhor Conjunto de Passistas                                                                   | Estácio de Sá |
| Mais Elegante Galeria de Velha-guarda                                                          | Acadêmicos de Santa Cruz |
| Série B                                                                                        | |
| Categoria                                                                                      | Vencedor(es) |
| Melhor Escola                                                                                  | Tradição |
| Melhor Samba-enredo                                                                            | Acadêmicos do Engenho da Rainha ("OjuObá: O Vencedor se Ergue Além da Dor!", de Sidney de Pilares, Jorginho Moreira, João do Peixe, Piu das Casinhas e André do Queijeiro)                       |
| Prêmios Especiais                                                                              | |
| Personalidade: Chiquinho do Babado                                                             | |
| Revelação: Leandro Vieira (Carnavalesco da Caprichosos de Pilares)                             | |
| Ala mirim da Unidos de Padre Miguel ("Sinais de sorte" - Joaninhas)                            | |
| Daniel Targueta (Jornalista) - Pela produção da série "Meu Jeitinho" do telejornal Bom Dia Rio | |
| Rosa Magalhães - Pelo conjunto da obra                                                         | |
| Filme "Trinta" (diretor Paulo Machline)                                                        | |

### 2016
A 18.ª edição do Prêmio S@mba-Net foi realizada no carnaval do ano de 2016. Foram mantidas as onze categorias destinadas ao Grupo Especial; as duas categorias destinadas à Série B; e os prêmios especiais. O prêmio de Melhor Ala Mirim voltou a ser entregue à Série A, totalizando quinze categorias destinadas ao grupo. O júri da edição foi formado por Luiz Fernando Reis, Paulo Renato Vaz, Fábio Pavão, Mauro Samagaio, Tatiana Ribeiro, Marco Capeluppi, Thiago Lacerda, André Bonatte, Chico Frota, Renato Buarque, Márcio Zuma, Fernando Peixoto, Marcelo Camões, Pedro Simões e Vinícius Natal.
A festa de premiação foi realizada no dia 21 de maio de 2016, na quadra da escola de samba Unidos da Tijuca. A cerimônia de premiação teve como tema as Olimpíadas Rio 2016. A primeira parte da cerimônia de premiação foi apresentada pelos radialistas Eugênio Leal e Marcelo Pacífico, enquanto que a segunda parte foi apresentada pelo carnavalesco Milton Cunha.
| Prêmio S@mba-Net 2016                                                           | Prêmio S@mba-Net 2016 |
| ------------------------------------------------------------------------------- | --- |
| Grupo Especial                                                                  | |
| Categoria                                                                       | Vencedor(es) |
| Melhor Escola                                                                   | Estação Primeira de Mangueira |
| Melhor Samba-enredo                                                             | Portela ("No Voo da Águia, Uma Viagem Sem Fim...", de Samir Trindade, Wanderley Monteiro, Dimenor, Edmar Jr., Elson Ramires e Lopita 77)                                      |
| Melhor Enredo                                                                   | Unidos de Vila Isabel ("Memórias do Pai Arraia - Um Sonho Pernambucano, Um Legado Brasileiro", de Alex de Souza e Martinho da Vila)                                           |
| Melhor Bateria                                                                  | Beija-Flor (Mestres Plínio e Rodney) |
| Melhor Comissão de Frente                                                       | Beija-Flor (Coreógrafo Marcelo Misailidis) |
| Melhor Puxador / Intérprete                                                     | Tinga (Unidos da Tijuca) |
| Melhor Casal de Mestre-sala e Porta-bandeira                                    | Raphael Rodrigues e Squel Jorgea (Estação Primeira de Mangueira) |
| Melhor Destaque de Luxo                                                         | João Hélder (Acadêmicos do Salgueiro) |
| Melhor Ala de Baianas                                                           | Acadêmicos do Salgueiro |
| Melhor Conjunto de Passistas                                                    | Portela |
| Mais Elegante Galeria de Velha-guarda                                           | Portela |
| Série A                                                                         | |
| Categoria                                                                       | Vencedor(es) |
| Melhor Escola                                                                   | Unidos de Padre Miguel |
| Melhor Samba-enredo                                                             | Unidos do Viradouro ("O Alabê de Jerusalém: A Saga de Ogundana", de Paulo César Feital, Felipe Filósofo, Zé Glória, Maria Preta, Fabio Borges, William, Zé Augusto e Bertolo) |
| Melhor Enredo                                                                   | Renascer de Jacarepaguá ("Ibejís - Nas Brincadeiras de Crianças: Os Orixás que Viraram Santos no Brasil...", de Jorge Caribé e Cláudio Russo)                                 |
| Melhor Bateria                                                                  | Unidos do Viradouro (Mestre Paulinho Botelho) |
| Melhor Comissão de Frente                                                       | Unidos do Porto da Pedra (Coreógrafo Patrick Carvalho) |
| Melhor Puxador / Intérprete                                                     | Anderson Paz (Unidos do Porto da Pedra) |
| Melhor Casal de Mestre-sala e Porta-bandeira                                    | Vinicius Pessanha e Jacklyne Pessanha (Paraíso do Tuiuti) |
| Melhor Destaque de Luxo                                                         | Elton Oliveira (Império da Tijuca) |
| Melhor Alegoria                                                                 | Unidos de Padre Miguel ("Terra à Vi$$$ta!!!" - Carnavalesco Edson Pereira) |
| Melhor Conjunto Alegórico                                                       | Paraíso do Tuiuti (Carnavalesco Jack Vasconcelos) |
| Melhor Conjunto de Fantasias                                                    | Renascer de Jacarepaguá (Carnavalesco Jorge Caribé) |
| Melhor Ala de Baianas                                                           | Império Serrano |
| Melhor Ala de Crianças                                                          | Unidos de Padre Miguel |
| Melhor Conjunto de Passistas                                                    | Paraíso do Tuiuti |
| Mais Elegante Galeria de Velha-guarda                                           | Unidos de Padre Miguel |
| Série B                                                                         | |
| Categoria                                                                       | Vencedor(es) |
| Melhor Escola                                                                   | Leão de Nova Iguaçu |
| Melhor Samba-enredo                                                             | Tradição ("Clementina, Cadê Você?", de Arlindo Neto, Lequinho, Junior Fionda, Pixulé, Tinga, Gabriel Martins, Zé Luiz Escafura, Anderson Lemos, Fadico e Igor Leal)           |
| Prêmios Especiais                                                               | |
| Milton Cunha - Pelas reportagens do telejornal RJTV                             | |
| Neguinho da Beija-Flor - Pelos 40 anos de avenida                               | |
| Zé Katimba - Pelo conjunto da obra                                              | |
| Editora Nova Terra - Pelo lançamento da coleção de livros “Família do Carnaval" | |
| TV Brasil - Pela transmissão do "Desfile das Campeãs" do Grupo Especial de 2016 | |

### 2017
A 19.ª edição do Prêmio S@mba-Net foi realizada no carnaval do ano de 2017. Foram mantidas as onze categorias destinadas ao Grupo Especial; as quinze categorias destinadas à Série A; as duas categorias destinadas à Série B; além dos prêmios especiais. O prêmio de Melhor Ala de Crianças voltou a ser entregue à Série A, totalizando 15 categorias destinadas ao grupo. O júri da edição foi formado por Luiz Fernando Reis, Paulo Renato Vaz, Fábio Pavão, Mauro Samagaio, Tatiana Ribeiro, Marco Capeluppi, Thiago Lacerda, André Bonatte, Chico Frota, Renato Buarque, Márcio Zuma, Fernando Peixoto, Marcelo Camões e Pedro Simões.
A festa de premiação foi realizada no dia 20 de maio de 2017, na quadra da escola de samba Unidos da Tijuca. A primeira parte da cerimônia foi apresentada pelos radialistas Eugênio Leal e Marcelo Pacífico, enquanto que a segunda parte foi apresentada pelo carnavalesco Milton Cunha.
| Prêmio S@mba-Net 2017                                                        | Prêmio S@mba-Net 2017 |
| ---------------------------------------------------------------------------- | --- |
| Grupo Especial                                                               | |
| Categoria                                                                    | Vencedor(es) |
| Melhor Escola                                                                | Estação Primeira de Mangueira |
| Melhor Samba-enredo                                                          | Beija-Flor ("A Virgem dos Lábios de Mel - Iracema", de Claudemir, Maurição, Ronaldo Barcellos, Bruno Ribas, Fábio Alemão, Wilson Tatá, Alan Vinicius e Betinho Santos) |
| Melhor Enredo                                                                | Paraíso do Tuiuti ("Carnavaleidoscópio Tropifágico", de Jack Vasconcelos)                                                                                              |
| Melhor Bateria                                                               | União da Ilha do Governador (Mestre Ciça) |
| Melhor Comissão de Frente                                                    | Mocidade Independente de Padre Miguel (Coreógrafos Jorge Texeira e Saulo Finelon)                                                                                      |
| Melhor Puxador / Intérprete                                                  | Tinga (Unidos da Tijuca) |
| Melhor Casal de Mestre-sala e Porta-bandeira                                 | Sidclei Santos e Marcella Alves (Acadêmicos do Salgueiro) |
| Melhor Destaque de Luxo                                                      | Nelcimar Pires (Imperatriz Leopoldinense) |
| Melhor Ala de Baianas                                                        | Estação Primeira de Mangueira |
| Melhor Conjunto de Passistas                                                 | Portela |
| Mais Elegante Galeria de Velha-guarda                                        | Acadêmicos do Salgueiro |
| Série A                                                                      | |
| Categoria                                                                    | Vencedor(es) |
| Melhor Escola                                                                | Unidos de Padre Miguel |
| Melhor Samba-enredo                                                          | Renascer de Jacarepaguá ("O Papel e o Mar", de Cláudio Russo, Moacyr Luz e Diego Nicolau)                                                                              |
| Melhor Enredo                                                                | Acadêmicos da Rocinha ("No Saçarico da Marquês, Tem Mais Um Freguês: Viriato Ferreira", de João Vitor Araújo)                                                          |
| Melhor Bateria                                                               | Acadêmicos do Cubango (Mestre Demétrius) |
| Melhor Comissão de Frente                                                    | Estácio de Sá (Coreógrafo Márcio Moura) |
| Melhor Puxador / Intérprete                                                  | Marquinho Art'Samba (Império Serrano) |
| Melhor Casal de Mestre-sala e Porta-bandeira                                 | Diego Falcão e Jackeline Gomes (Acadêmicos do Cubango) |
| Melhor Destaque de Luxo                                                      | Mendes (Estácio de Sá) |
| Melhor Alegoria                                                              | Unidos de Padre Miguel ("Orunmilaia, o Sopro da Criação" - Carnavalesco Edson Pereira)                                                                                 |
| Melhor Conjunto Alegórico                                                    | Unidos de Padre Miguel (Carnavalesco Edson Pereira) |
| Melhor Conjunto de Fantasias                                                 | Acadêmicos da Rocinha (Carnavalesco João Vitor Araújo) |
| Melhor Ala de Baianas                                                        | Império Serrano |
| Melhor Ala de Crianças                                                       | Estácio de Sá |
| Melhor Conjunto de Passistas                                                 | Unidos do Porto da Pedra |
| Mais Elegante Galeria de Velha-guarda                                        | Unidos do Viradouro |
| Série B                                                                      | |
| Categoria                                                                    | Vencedor(es) |
| Melhor Escola                                                                | Tradição |
| Melhor Samba-enredo                                                          | Unidos do Cabuçu ("Domingo Menino Dominguinhos", de Junior Fionda, Jeferson Oliveira, Betinho Santana, Laércio, Vando Orelha e Victor Rangel)                          |
| Prêmios Especiais                                                            | |
| Personalidade: Mestre Pablo (Diretor de bateria da Unidos do Porto da Pedra) | |
| Revelação: Jorge Silveira (Carnavalesco da Unidos do Viradouro)              | |
| Luís Carlos Magalhães (Presidente da Portela)                                | |
| Site Apoteose.com                                                            | |

### 2018
A 20.ª edição do Prêmio S@mba-Net foi realizada no carnaval do ano de 2018. Foram mantidas as onze categorias destinadas ao Grupo Especial e duas categorias destinadas à Série B; além dos prêmios especiais. O prêmio de Melhor Ala de Crianças da Série A foi extinto, totalizando quatorze categorias destinadas ao grupo. O júri da edição foi formado por Luiz Fernando Reis, Paulo Renato Vaz, Fábio Pavão, Mauro Samagaio, Tatiana Ribeiro, Marco Capeluppi, Thiago Lacerda, André Bonatte, Chico Frota, Renato Buarque, Márcio Zuma, Fernando Peixoto, Marcelo Camões e Pedro Simões. A festa de premiação foi realizada no dia 19 de maio de 2018, na quadra da escola de samba Unidos da Tijuca. A primeira parte da cerimônia, que premiou as escolas das séries A e B, foi apresentada pelo radialista Marcelo Pacífico. A segunda parte, com os prêmios destinados ao Grupo Especial, foi apresentada pelo carnavalesco Milton Cunha.
| Prêmio S@mba-Net 2018                        | Prêmio S@mba-Net 2018 |
| -------------------------------------------- | --- |
| Grupo Especial                               | |
| Categoria                                    | Vencedor(es) |
| Melhor Escola                                | Paraíso do Tuiuti |
| Melhor Samba-enredo                          | Paraíso do Tuiuti ("Meu Deus! Meu Deus! Está Extinta a Escravidão?", de Moacyr Luz, Cláudio Russo, Dona Zezé, Aníbal e Jurandir)                                                                                                  |
| Melhor Enredo                                | Paraíso do Tuiuti ("Meu Deus! Meu Deus! Está Extinta a Escravidão?", de Jack Vasconcelos) |
| Melhor Bateria                               | Imperatriz Leopoldinense (Mestre Lolo) |
| Melhor Comissão de Frente                    | Paraíso do Tuiuti (Coreógrafo Patrick Carvalho) |
| Melhor Puxador / Intérprete                  | Emerson Dias (Acadêmicos do Grande Rio) |
| Melhor Casal de Mestre-sala e Porta-bandeira | Marcinho Siqueira e Cristiane Caldas (Mocidade Independente de Padre Miguel) |
| Melhor Destaque de Luxo                      | Nelcimar Pires (Imperatriz Leopoldinense) |
| Melhor Ala de Baianas                        | Acadêmicos do Salgueiro |
| Melhor Conjunto de Passistas                 | Estação Primeira de Mangueira |
| Mais Elegante Galeria de Velha-guarda        | Estação Primeira de Mangueira |
| Série A                                      | |
| Categoria                                    | Vencedor(es) |
| Melhor Escola                                | Unidos do Viradouro |
| Melhor Samba-enredo                          | Unidos de Padre Miguel ("O Eldorado Submerso: Delírio Tupi-Parintintin", de Cláudio Russo, Xande de Pilares, W. Corrêa, Ribeirinho, Alan Santos, Toninho do Trayler, Carlinhos do Mercadinho, Cabeça do Ajax e Jefinho Rodrigues) |
| Melhor Enredo                                | Acadêmicos do Cubango ("O Rei Que Bordou o Mundo", de Gabriel Haddad e Leonardo Bora) |
| Melhor Bateria                               | Inocentes de Belford Roxo (Mestre Washington Paz) |
| Melhor Comissão de Frente                    | Inocentes de Belford Roxo (Coreógrafo Patrick Carvalho) |
| Melhor Puxador / Intérprete                  | Serginho do Porto (Estácio de Sá) |
| Melhor Casal de Mestre-sala e Porta-bandeira | Luís Augusto e Patrícia Cunha (Renascer de Jacarepaguá) |
| Melhor Destaque de Luxo                      | Robson Garrido (Império da Tijuca - Carro Abre-Alas) |
| Melhor Alegoria                              | Unidos do Viradouro ("É Ter na Mente, a Fábrica da Loucura da Criação" - Carnavalesco Edson Pereira) |
| Melhor Conjunto Alegórico                    | Unidos do Viradouro (Carnavalesco Edson Pereira) |
| Melhor Conjunto de Fantasias                 | Unidos de Padre Miguel (Carnavalesco João Vitor Araújo) |
| Melhor Ala de Baianas                        | Unidos do Viradouro |
| Melhor Conjunto de Passistas                 | Império da Tijuca |
| Mais Elegante Galeria de Velha-guarda        | Unidos de Bangu |
| Série B                                      | |
| Categoria                                    | Vencedor(es) |
| Melhor Escola                                | Lins Imperial |
| Melhor Samba-enredo                          | Unidos do Cabuçu ("Um Reinado Preto Brasileiro", de Jeferson Oliveira, Júnior Fionda, Betinho Santana, Laércio e Vando Orelha) |
| Prêmios Especiais                            | |
| Personalidade                                | Laíla (Diretor de carnaval e harmonia da Beija-Flor) |
| Revelação                                    | Gabriel Haddad e Leonardo Bora (Carnavalescos dos Acadêmicos do Cubango) |
| Cobertura do Carnaval                        | Canal Mais Carnaval |

### 2019
A 21.ª edição do Prêmio S@mba-Net foi realizada no carnaval do ano de 2019. Foram mantidas as onze categorias destinadas ao Grupo Especial, quatorze à Série A; e duas à Série B; além dos prêmios especiais. A festa de premiação foi realizada no dia 18 de maio de 2019, na quadra da escola de samba Unidos da Tijuca. A primeira parte da cerimônia, que premiou as escolas das séries A e B, foi apresentada pelo radialista Marcelo Pacífico. A segunda parte, com os prêmios destinados ao Grupo Especial, foi apresentada pelo carnavalesco Milton Cunha.
| Prêmio S@mba-Net 2019                        | Prêmio S@mba-Net 2019 |
| -------------------------------------------- | --- |
| Grupo Especial                               | |
| Categoria                                    | Vencedor(es) |
| Melhor Escola                                | Estação Primeira de Mangueira |
| Melhor Samba-Enredo                          | Estação Primeira de Mangueira ("História para Ninar Gente Grande", de Deivid Domênico, Tomaz Miranda, Mama, Marcio Bola, Ronie Oliveira e Danilo Firmino)                                                                    |
| Melhor Enredo                                | Estação Primeira de Mangueira ("História para Ninar Gente Grande", de Leandro Vieira); e Paraíso do Tuiuti ("O Salvador da Pátria", de Jack Vasconcelos)                                                                     |
| Melhor Bateria                               | Imperatriz Leopoldinense (Mestre Lolo) |
| Melhor Comissão de Frente                    | Estação Primeira de Mangueira (Coreógrafos Priscilla Mota e Rodrigo Negri) |
| Melhor Puxador / Intérprete                  | Wantuir (Unidos da Tijuca) |
| Melhor Casal de Mestre-Sala e Porta-Bandeira | Phelipe Lemos e Dandara Ventapane (União da Ilha do Governador) |
| Melhor Destaque de Luxo                      | João Helder (Acadêmicos do Salgueiro) |
| Melhor Ala de Baianas                        | Estação Primeira de Mangueira |
| Melhor Conjunto de Passistas                 | Unidos de Vila Isabel |
| Mais Elegante Galeria de Velha-Guarda        | Unidos do Viradouro |
| Série A                                      | |
| Categoria                                    | Vencedor(es) |
| Melhor Escola                                | Acadêmicos do Cubango |
| Melhor Samba-Enredo                          | Acadêmicos de Santa Cruz ("Ruth de Souza – Senhora Liberdade. Abre as Asas Sobre Nós!", de Samir Trindade, Elson Ramirez e Junior Fionda)                                                                                    |
| Melhor Enredo                                | Acadêmicos do Cubango ("Igbá Cubango – A Alma das Coisas e a Arte dos Milagres", de Gabriel Haddad e Leonardo Bora) |
| Melhor Bateria                               | Renascer de Jacarepaguá (Mestre Junior Sampaio) |
| Melhor Comissão de Frente                    | Estácio de Sá (Coreógrafa Ariadne Lax) |
| Melhor Puxador / Intérprete                  | Igor Vianna (Alegria da Zona Sul) |
| Melhor Casal de Mestre-Sala e Porta-Bandeira | Rodrigo França e Cyntia Santos (Unidos do Porto da Pedra) |
| Melhor Destaque de Luxo                      | Eliane Martins (Estácio de Sá) |
| Melhor Alegoria                              | Acadêmicos do Cubango ("Acendo Vela, Peço Salvação" - Carnavalescos: Gabriel Haddad e Leonardo Bora) |
| Melhor Conjunto Alegórico                    | Acadêmicos do Cubango (Carnavalescos: Gabriel Haddad e Leonardo Bora) |
| Melhor Conjunto de Fantasias                 | Acadêmicos do Cubango (Carnavalescos: Gabriel Haddad e Leonardo Bora) |
| Melhor Ala de Baianas                        | Acadêmicos do Cubango |
| Melhor Conjunto de Passistas                 | Unidos do Porto da Pedra |
| Mais Elegante Galeria de Velha-Guarda        | Unidos de Padre Miguel |
| Série B                                      | |
| Categoria                                    | Vencedor(es) |
| Melhor Escola                                | Vizinha Faladeira |
| Melhor Samba-Enredo                          | Tradição ("Gira Baiana - Salve as Mães do Samba!", de Igor Leal, Bruno Serrinho, Gusto Listo, Rodrigo Medeiros, Jailton Russo, Pestana, Fábio Braga, Fernando Professor, Flavinho Bento, Rodrigo Ponte, Tinga e Mario Lúcio) |
| Prêmios Especiais                            | |
| AESM-Rio                                     | |
| Observatório do Carnaval/LABEDIS             | |
| Nobres Casais                                | |